# Со, Уэсли
Уэ́сли Со (исп. Wesley Barbasa So; 9 октября 1993, Бакоор) — американский (ранее — филиппинский) шахматист, гроссмейстер (2008). Трёхкратный чемпион США (2017, 2020, 2021) и Филиппин (2009, 2010, 2011), первый чемпион мира по шахматам Фишера. Участник турнира претендентов 2018, победитель Олимпиады 2016 в составе сборной США (3-я доска, +7−0=3).
В рейтинг-листе ФИДЕ за март 2017 года занял 5-е место в истории и 2-е место в мире с рейтингом 2822.
Бывший шахматный вундеркинд. В октябре 2008 года достиг рейтинга 2600, став самым молодым в мире, кому это удалось. Гроссмейстером стал в возрасте 14 лет, 1 месяца и 28 дней.
Выиграл турниры Bilbao Chess Masters (2015), Grand Chess Tour (2016), Tata Steel chess 2017, а также один из этапов Grand Chess Tour 2021 в Париже.
Дошёл до полуфинала кубка мира 2017, но проиграл Дин Лижэню. Несмотря на это, смог отобраться на турнир претендентов, поскольку имел рейтинг 2799 на момент старта.
3 июня 2018 года на турнире Norway Chess победил Магнуса Карлсена.

## Биография

### Ранние годы
Родился в 1993 году в семье Уильяма и Элеоноры Со. У Уэсли есть старшая сестра Вендель Барбосса и младшая Вильма Барбосса Со. Уэсли учился в школе Иисуса Доброго Пастыря, позже — в колледже Святого Франциска Ассизского.
В шахматы научился играть в 7 лет на улице в пригороде Манилы:
Шахматы очень популярны на Филиппинах, потому что в странах третьего мира шахматы — игра бедняков. Богатые люди играют в теннис, поло, гольф, в то время как бедняки играют в шахматы, потому что им ничего не нужно — ни формы, ни поля, ни кортов.

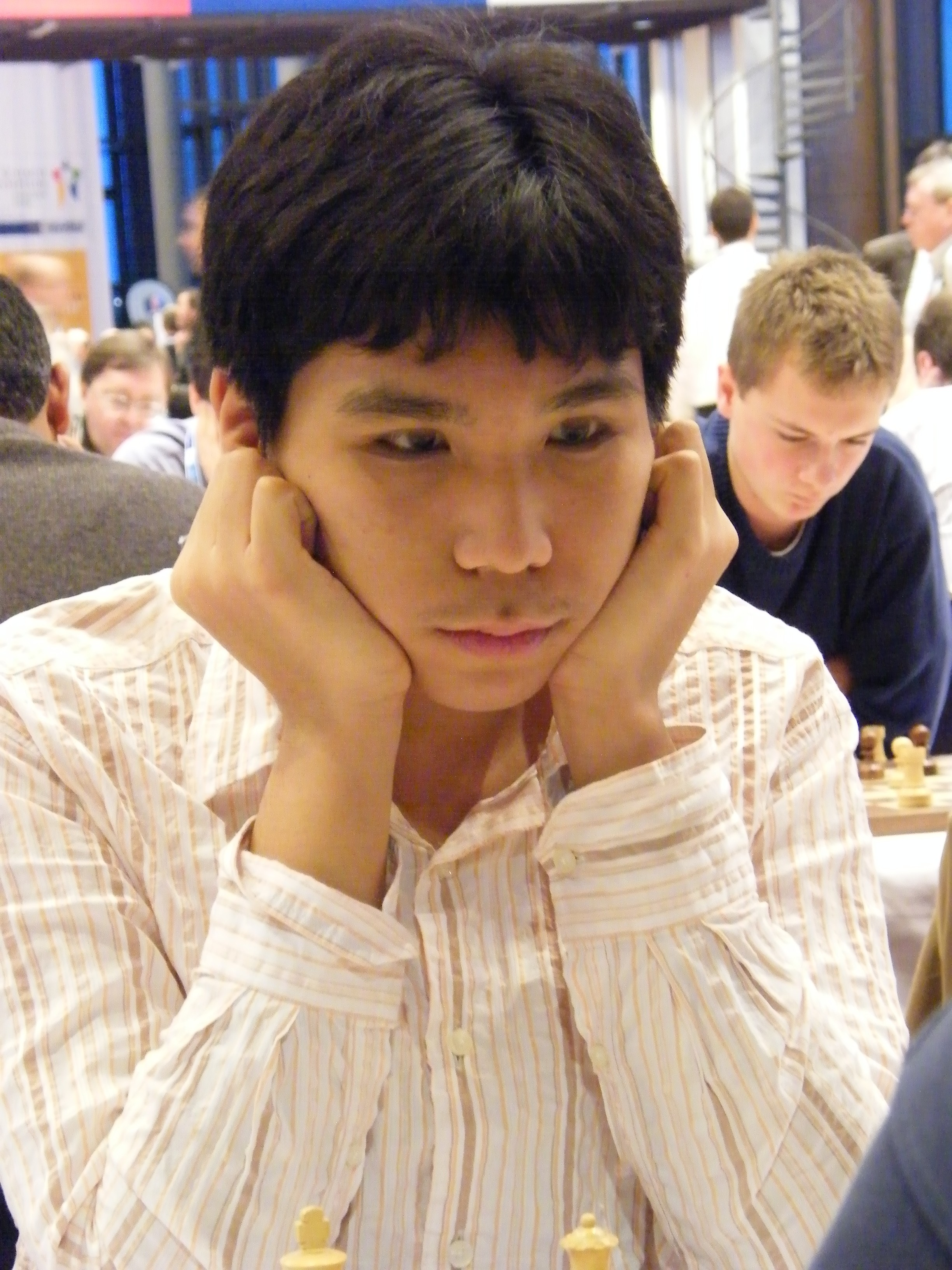
На Олимпиаде 2008

В 9 лет начал играть в первых юношеских турнирах. Со пришлось заниматься шахматами самому, так как он не мог позволить себе хорошего тренера.
В 2009 году, в возрасте 15 лет, Со вошёл в сотню лучших шахматистов мира. Он набрал рейтинг 2600 и стал самым молодым игроком, который смог это сделать, побив рекорд Магнуса Карлсена.

### Карьера
Со впервые выступил на крупном шахматном турнире, выиграв Corus Group C в январе 2009 года, опередив на очко Аниша Гири и Тигера Хилларпа Перссона со счетом 9½/13 (+7-1=5).
На Кубке мира 2009 в Ханты-Мансийске стал одной из главных сенсаций турнира, обыграв Гадира Гусейнова, Василия Иванчука и Гату Камского. В четвёртом круге уступил Владимиру Малахову.
В 2012 году Со получил стипендию от Университета Вебстера. В марте 2013 года он победил первое место на турнире Reykjavik Open, набрав 8 очков из 10 (+6-0=4) и перфомансом 2776. После турнира Уэсли преодолел отметку рейтинга в 2700. Позже он выиграл золото на Летней Универсаде 2013, набрав 6½ очков из 9 (+4-0=5) и перфомансом 2714
Со разделил четвертое место с Фабиано Каруаной и Леньером Домингесом Пересом на турнире Вейк-анн-Зее 2014 в группе A поделил 4-6 место, набрав 6/11 (+3-2=6)
. Он также выиграл Мемориал Капабланки 2014, проходивший в Гаване, набрав 6½ очков из 10 (+3-0=7) и перфомансом 2826. Уэсли опередил на одно очко Ласаро Брусона. Вскоре Со поднялся на 12-е место в мировом рейтинге ФИДЕ.
В ноябре 2014 года Уэсли Со меняет гражданство и с того момента выступал за США.Он выиграл турнир Millionaire Chess Tournament 2014, который состоялся в Лас-Вегасе в октябре 2014 года. Уэсли набрал 6 очков из 7 (+5-0=2) и показал перфоманс в 2854.В июне 2015 года на шахматном турнире Дортмунд 2015 он занял второе место набрав 4 очка из 7 (+3-2=2) и перфомансом 2766. Уступил победителю Фабиано Каруане. Уэсли впервые сыграл в Кубку Синкфилда набрал 3 очка из 9 и занял 10 место (+1-4=4).
В августе 2016 года Со занял первое место на Кубке Синкфилда 2016 года, опередив бывших чемпионов мира Вишванатана Ананда и Веселина Топалова, победителя 2014 года Фабиано Каруану и победителя 2015 года Левона Ароняна. Он набрал 5½ очков из 9 (+2-0=7) и показал перфоманс в 2859. Первое выступление Со за Соединенные Штаты принесло ему индивидуальное золото на 3-й доске с 8½ очками из 10 (+7-0=3), а также командное золото на шахматной олимпиаде, проходившей в Баку.
В декабре 2016 года Со также занял первое место в турнире в Лондоне. Со набрал 6 очков из 9 (+3-0=6) и показал перфоманс в 2906. После турнире его рейтинг стал 2808 пунктов. Выиграв Кубок Синкфилда , London Chess Classic и заняв второе место на турнире по быстрым шахматам и блицу Your Next Move Leuven он выиграл Grand Chess Tour 2016 года. Вскоре Уэсли победил в турнире в Вейк-анн-Зее с перфомансом 2887, набрав 9 очков из 13 (+5-0=8). После победы в турнире он в рейтинге ФИДЕ занял 5-е место в истории и 2-е место в мире с рейтингом 2822.

Со выиграл Чемпионат США 2017 года он набрав 7 очков из 11 (+3-0=8), победив Александра Онищука в тай-брейке. Дошёл до полуфинала кубка мира 2017, но проиграл Дин Лижэню. Несмотря на поражение, смог отобраться на Турнир претендентов, где занял 7-е место (+1-3=10). 

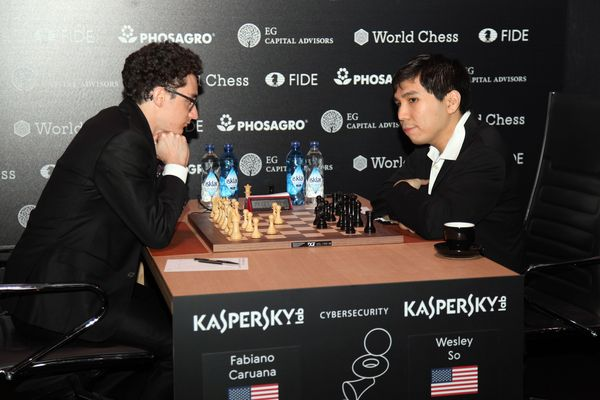
Партия с Фабиано Каруаной в ТП, 2018

Уэсли Со активно выступал в разных онлайн турнирах. Он победил в Skilling Open, где победил Магнуса Карлсена, также он выиграл Opera Euro Rapid, где победил Магнуса Карлсена. Также он победил в Чемпионате США, где набрал 9 очков из 11.
27 августа 2021 года Со выиграл Grand Chess Tour 2021 , занял второе место в Бухарест 2021, затем стал победителем Paris Rapid & Blitz и, наконец, поделил 2-4 место в Кубке Синкфилда 2021. 19 октября 2021 года Со в третий раз выиграл Чемпионат США, набрав 6½ очков из 11 (+2-0=9). В мае 2022 года он разделил первое место в турнире Бухарест 2022, набрав 5½ очков из 9 (+2-0=7) уступив Максиму Вашье-Лаграву на тай-брейке.
Занял 2-е место в Кубке Америки 2023 и 2024. В 2023 он победил Сэма Шенкленда 2½:1½, Фабиано Каруану 2½:1½, но позже уступил Накамуре. в 2024 проиграл в финале Левону Ароняну.
| Олимпиада      | Сборная          | + | − | = | Очки     | Ком. место | Инд. место | Перфоманс | Ист.   |
| -------------- | ---------------- | - | - | - | -------- | ---------- | ---------- | --------- | ------ |
| Олимпиада 2006 | Сборная Филиппин | 2 | 1 | 2 | 3 из 5   | 44         |            | 2434      | [ 35 ] |
| Олимпиада 2008 | Сборная Филиппин | 4 | 0 | 6 | 7 из 10  | 46         | 11         | 2689      | [ 35 ] |
| Олимпиада 2010 | Сборная Филиппин | 3 | 0 | 7 | 6½ из 10 | 50         | 27         | 2658      | [ 35 ] |
| Олимпиада 2012 | Сборная Филиппин | 2 | 0 | 9 | 6½ из 11 | 21         | 16         | 2710      | [ 35 ] |
| Олимпиада 2016 | Сборная США      | 7 | 0 | 3 | 8½ из 10 | Gold       | Gold       | 2896      | .      |
| Олимпиада 2018 | Сборная США      | 5 | 1 | 5 | 7½ из 11 | Silver     | 6          | 2756      | .      |
| Олимпиада 2022 | Сборная США      | 4 | 0 | 6 | 7 из 10  | 5          | 5          | 2738      | .      |
| Олимпиада 2024 | Сборная США      | 4 | 1 | 5 | 6½ из 10 | Silver     |            | 2734      | .      |

### Чемпион мира по шахматам Фишера

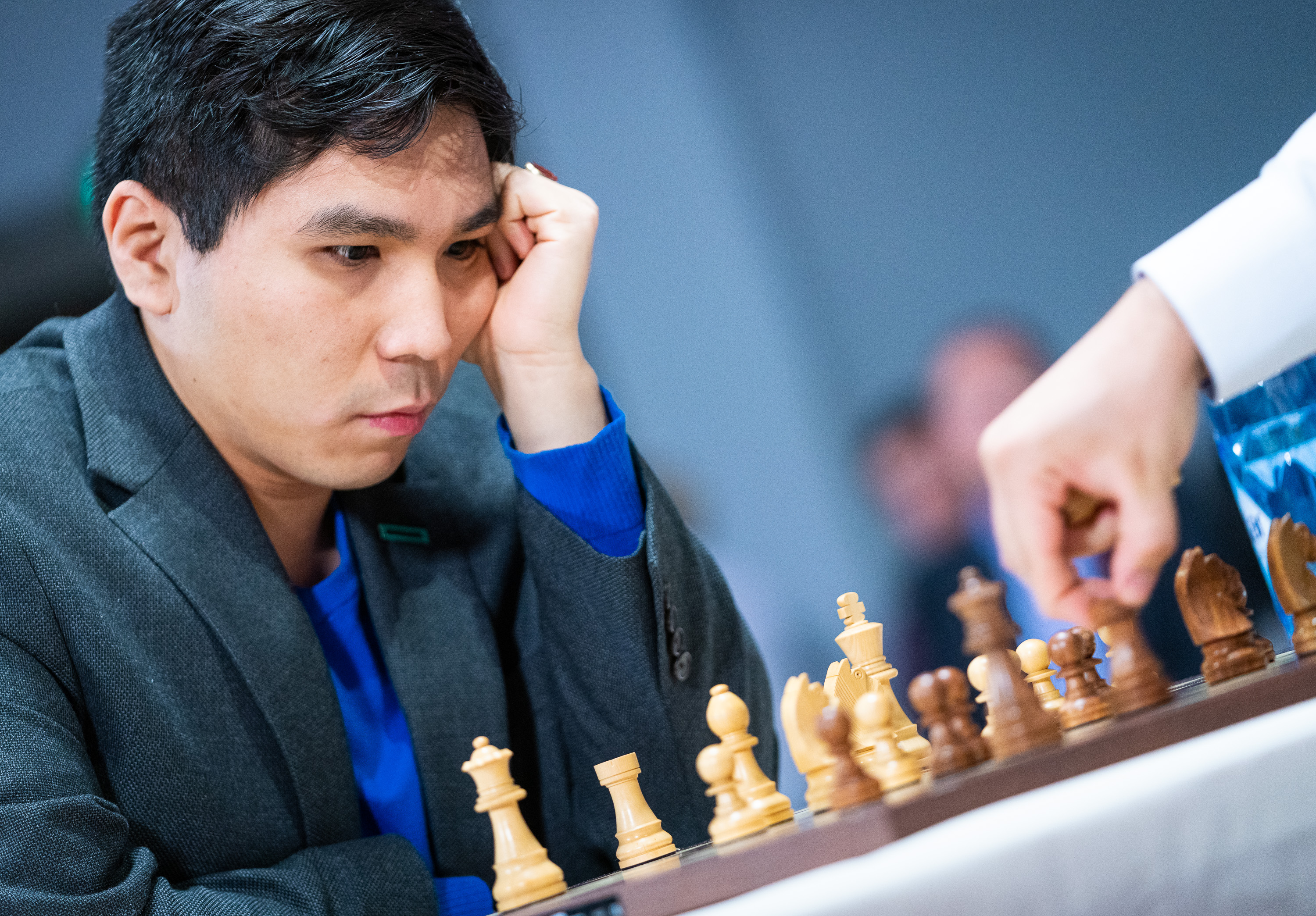
Со на чемпионате мира по шахматам Фишера, 2019

Уэсли Со отобрался на чемпионат мира по шахматам Фишера. в первый день чемпионата он проиграл Хикару Накамуре 3:9. Во второй день в сетке выбывания он победил Петра Свидлера 6½:5½. В 3-й день Со одолел Федосеева со счётом 7:5 и попал в полуфинал.

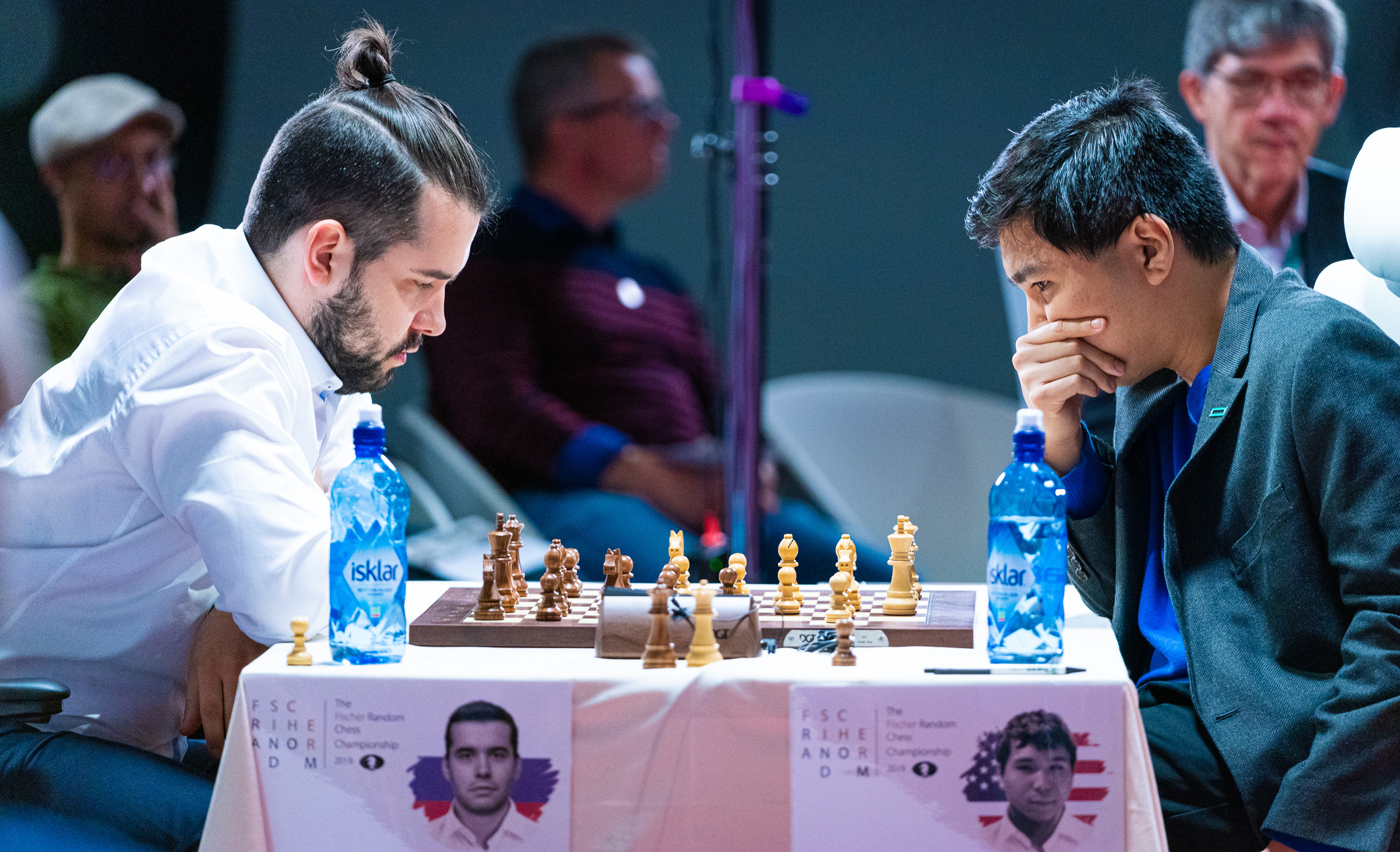
Со играет с Непомнящим

В полуфинале он одолел Непомнящего со счётом 13:5.
| Игроки            | 1               | 2               | 3               | 4             | 5             | 6             | 7             | 8            | 9            | 10           | 11           | 12           | TB           | Всего |
| ----------------- | --------------- | --------------- | --------------- | ------------- | ------------- | ------------- | ------------- | ------------ | ------------ | ------------ | ------------ | ------------ | ------------ | ----- |
| Медленный рапид   | Медленный рапид | Медленный рапид | Медленный рапид | Быстрый рапид | Быстрый рапид | Быстрый рапид | Быстрый рапид | Блиц         | Блиц         | Блиц         | Блиц         | Армагеддон   |              | Всего |
| 3 очка            | 3 очка          | 3 очка          | 3 очка          | 3 очка        | 3 очка        | 3 очка        | 3 очка        | 2 очка       | 2 очка       | 2 очка       | 2 очка       | 1 очко       |              | Всего |
| Магнус Карлсен    | 0               | 3               | 3               | 1½            | 1             | 2             | 0             | 2            | не требуется | не требуется | не требуется | не требуется | не требуется | 12½   |
| Фабиано Каруана   | 3               | 0               | 0               | 1½            | 1             | 0             | 2             | 0            | не требуется | не требуется | не требуется | не требуется | не требуется | 7½    |
|                   |                 |                 |                 |               |               |               |               |              |              |              |              |              |              |       |
| Ян Непомнящий     | 1½              | 1½              | 0               | 0             | 1             | 0             | 1             | не требуетсч | не требуетсч | не требуетсч | не требуетсч | не требуетсч | не требуетсч | 5     |
| Уэсли Со          | 1½              | 1½              | 3               | 3             | 1             | 2             | 1             | не требуетсч | не требуетсч | не требуетсч | не требуетсч | не требуетсч | не требуетсч | 13    |
| Стартовая позиция | 744             | 744             | 357             | 357           | 67            | 67            | 642           | 642          |              |              |              |              |              |       |

Со победил с разгромным счётом 13½:2½ победил Карлсена и стал чемпионом мира. Барден сообщил, что Карлсену было «глубоко стыдно».
| Игроки            | 1               | 2               | 3               | 4             | 5             | 6             | 7             | 8            | 9            | 10           | 11           | 12           | TB           | всего |
| ----------------- | --------------- | --------------- | --------------- | ------------- | ------------- | ------------- | ------------- | ------------ | ------------ | ------------ | ------------ | ------------ | ------------ | ----- |
| Медленный рапид   | Медленный рапид | Медленный рапид | Медленный рапид | Быстрый рапид | Быстрый рапид | Быстрый рапид | Быстрый рапид | Блиц         | Блиц         | Блиц         | Блиц         | Армагеддон   |              | всего |
| 3 очка            | 3 очка          | 3 очка          | 3 очка          | 2 очка        | 2 очка        | 2 очка        | 2 очка        | 1 очко       | 1 очко       | 1 очко       | 1 очко       | 1 очко       |              | всего |
| Магнус Карлсен    | 1½              | 0               | 0               | 0             | 1             | 0             | не требуется  | не требуется | не требуется | не требуется | не требуется | не требуется | не требуется | 2½    |
| Уэсли Со          | 1½              | 3               | 3               | 3             | 1             | 2             | не требуется  | не требуется | не требуется | не требуется | не требуется | не требуется | не требуется | 13½   |
|                   |                 |                 |                 |               |               |               |               |              |              |              |              |              |              |       |
| Ян Непомнящий     | 0               | 3               | 3               | 1½            | 2             | 1             | 2             | не требуется | не требуется | не требуется | не требуется | не требуется | не требуется | 12½   |
| Фабиано Каруана   | 3               | 0               | 0               | 1½            | 0             | 1             | 0             | не требуется | не требуется | не требуется | не требуется | не требуется | не требуется | 5½    |
| Стартовая позиция | 294             | 294             | 729             | 729           | 253           | 253           | 381           |              |              |              |              |              |              |       |

## Инцидент с lichess
В начале 2016 года стал играть на lichess.org, но через короткое время закрыл аккаунт, объясняя тем, что на сайте слишком много читеров, в том числе в игре против него. Негативно высказался о философии lichess.org, которая, по его мнению, способствует появлению большого количества читеров, и предложил ввести платную подписку, чтобы отбить у игроков желание использовать помощь компьютера.

## Стиль игры
Будучи молодым игроком Со предпочитал динамичный стиль игры. Он мог пожертвовать бы ферзя или любую другую фигуру из своего арсенала, чтобы получить выигрышную атаку.
Однако За последние годы его стиль игры изменился, став более точным и лишенным риска, он делает ставку на использование ошибок соперника.
Со сказал, что его любимой партией была победа над Ни Хуа на шахматной олимпиаде 2008 года, которая стала его первой победой над противником с рейтингом 2700.

### Примечательные партии
Со выиграл у Прусикина, после чего получил награду за креативность от российского журнала e3e5.
|   | a | b | c | d | e | f | g | h |   |
| - | --- | --- | --- | --- | --- | --- | --- | --- | - |
| 8 | a8 чёрная ладья · b8 чёрный конь · f8 чёрная ладья · g8 чёрный король · d7 чёрный конь · b6 чёрная пешка · e6 белый конь · f6 чёрный ферзь · g6 чёрная пешка · a5 чёрная пешка · d5 чёрная пешка · h5 чёрная пешка · d4 чёрная пешка · f4 белая пешка · c3 белая пешка · d3 белый ферзь · e3 белый конь · a2 белая пешка · b2 белая пешка · g2 белая пешка · h2 белая пешка · e1 белая ладья · f1 белая ладья · g1 белый король | a8 чёрная ладья · b8 чёрный конь · f8 чёрная ладья · g8 чёрный король · d7 чёрный конь · b6 чёрная пешка · e6 белый конь · f6 чёрный ферзь · g6 чёрная пешка · a5 чёрная пешка · d5 чёрная пешка · h5 чёрная пешка · d4 чёрная пешка · f4 белая пешка · c3 белая пешка · d3 белый ферзь · e3 белый конь · a2 белая пешка · b2 белая пешка · g2 белая пешка · h2 белая пешка · e1 белая ладья · f1 белая ладья · g1 белый король | a8 чёрная ладья · b8 чёрный конь · f8 чёрная ладья · g8 чёрный король · d7 чёрный конь · b6 чёрная пешка · e6 белый конь · f6 чёрный ферзь · g6 чёрная пешка · a5 чёрная пешка · d5 чёрная пешка · h5 чёрная пешка · d4 чёрная пешка · f4 белая пешка · c3 белая пешка · d3 белый ферзь · e3 белый конь · a2 белая пешка · b2 белая пешка · g2 белая пешка · h2 белая пешка · e1 белая ладья · f1 белая ладья · g1 белый король | a8 чёрная ладья · b8 чёрный конь · f8 чёрная ладья · g8 чёрный король · d7 чёрный конь · b6 чёрная пешка · e6 белый конь · f6 чёрный ферзь · g6 чёрная пешка · a5 чёрная пешка · d5 чёрная пешка · h5 чёрная пешка · d4 чёрная пешка · f4 белая пешка · c3 белая пешка · d3 белый ферзь · e3 белый конь · a2 белая пешка · b2 белая пешка · g2 белая пешка · h2 белая пешка · e1 белая ладья · f1 белая ладья · g1 белый король | a8 чёрная ладья · b8 чёрный конь · f8 чёрная ладья · g8 чёрный король · d7 чёрный конь · b6 чёрная пешка · e6 белый конь · f6 чёрный ферзь · g6 чёрная пешка · a5 чёрная пешка · d5 чёрная пешка · h5 чёрная пешка · d4 чёрная пешка · f4 белая пешка · c3 белая пешка · d3 белый ферзь · e3 белый конь · a2 белая пешка · b2 белая пешка · g2 белая пешка · h2 белая пешка · e1 белая ладья · f1 белая ладья · g1 белый король | a8 чёрная ладья · b8 чёрный конь · f8 чёрная ладья · g8 чёрный король · d7 чёрный конь · b6 чёрная пешка · e6 белый конь · f6 чёрный ферзь · g6 чёрная пешка · a5 чёрная пешка · d5 чёрная пешка · h5 чёрная пешка · d4 чёрная пешка · f4 белая пешка · c3 белая пешка · d3 белый ферзь · e3 белый конь · a2 белая пешка · b2 белая пешка · g2 белая пешка · h2 белая пешка · e1 белая ладья · f1 белая ладья · g1 белый король | a8 чёрная ладья · b8 чёрный конь · f8 чёрная ладья · g8 чёрный король · d7 чёрный конь · b6 чёрная пешка · e6 белый конь · f6 чёрный ферзь · g6 чёрная пешка · a5 чёрная пешка · d5 чёрная пешка · h5 чёрная пешка · d4 чёрная пешка · f4 белая пешка · c3 белая пешка · d3 белый ферзь · e3 белый конь · a2 белая пешка · b2 белая пешка · g2 белая пешка · h2 белая пешка · e1 белая ладья · f1 белая ладья · g1 белый король | a8 чёрная ладья · b8 чёрный конь · f8 чёрная ладья · g8 чёрный король · d7 чёрный конь · b6 чёрная пешка · e6 белый конь · f6 чёрный ферзь · g6 чёрная пешка · a5 чёрная пешка · d5 чёрная пешка · h5 чёрная пешка · d4 чёрная пешка · f4 белая пешка · c3 белая пешка · d3 белый ферзь · e3 белый конь · a2 белая пешка · b2 белая пешка · g2 белая пешка · h2 белая пешка · e1 белая ладья · f1 белая ладья · g1 белый король | 8 |
| 7 | a8 чёрная ладья · b8 чёрный конь · f8 чёрная ладья · g8 чёрный король · d7 чёрный конь · b6 чёрная пешка · e6 белый конь · f6 чёрный ферзь · g6 чёрная пешка · a5 чёрная пешка · d5 чёрная пешка · h5 чёрная пешка · d4 чёрная пешка · f4 белая пешка · c3 белая пешка · d3 белый ферзь · e3 белый конь · a2 белая пешка · b2 белая пешка · g2 белая пешка · h2 белая пешка · e1 белая ладья · f1 белая ладья · g1 белый король | a8 чёрная ладья · b8 чёрный конь · f8 чёрная ладья · g8 чёрный король · d7 чёрный конь · b6 чёрная пешка · e6 белый конь · f6 чёрный ферзь · g6 чёрная пешка · a5 чёрная пешка · d5 чёрная пешка · h5 чёрная пешка · d4 чёрная пешка · f4 белая пешка · c3 белая пешка · d3 белый ферзь · e3 белый конь · a2 белая пешка · b2 белая пешка · g2 белая пешка · h2 белая пешка · e1 белая ладья · f1 белая ладья · g1 белый король | a8 чёрная ладья · b8 чёрный конь · f8 чёрная ладья · g8 чёрный король · d7 чёрный конь · b6 чёрная пешка · e6 белый конь · f6 чёрный ферзь · g6 чёрная пешка · a5 чёрная пешка · d5 чёрная пешка · h5 чёрная пешка · d4 чёрная пешка · f4 белая пешка · c3 белая пешка · d3 белый ферзь · e3 белый конь · a2 белая пешка · b2 белая пешка · g2 белая пешка · h2 белая пешка · e1 белая ладья · f1 белая ладья · g1 белый король | a8 чёрная ладья · b8 чёрный конь · f8 чёрная ладья · g8 чёрный король · d7 чёрный конь · b6 чёрная пешка · e6 белый конь · f6 чёрный ферзь · g6 чёрная пешка · a5 чёрная пешка · d5 чёрная пешка · h5 чёрная пешка · d4 чёрная пешка · f4 белая пешка · c3 белая пешка · d3 белый ферзь · e3 белый конь · a2 белая пешка · b2 белая пешка · g2 белая пешка · h2 белая пешка · e1 белая ладья · f1 белая ладья · g1 белый король | a8 чёрная ладья · b8 чёрный конь · f8 чёрная ладья · g8 чёрный король · d7 чёрный конь · b6 чёрная пешка · e6 белый конь · f6 чёрный ферзь · g6 чёрная пешка · a5 чёрная пешка · d5 чёрная пешка · h5 чёрная пешка · d4 чёрная пешка · f4 белая пешка · c3 белая пешка · d3 белый ферзь · e3 белый конь · a2 белая пешка · b2 белая пешка · g2 белая пешка · h2 белая пешка · e1 белая ладья · f1 белая ладья · g1 белый король | a8 чёрная ладья · b8 чёрный конь · f8 чёрная ладья · g8 чёрный король · d7 чёрный конь · b6 чёрная пешка · e6 белый конь · f6 чёрный ферзь · g6 чёрная пешка · a5 чёрная пешка · d5 чёрная пешка · h5 чёрная пешка · d4 чёрная пешка · f4 белая пешка · c3 белая пешка · d3 белый ферзь · e3 белый конь · a2 белая пешка · b2 белая пешка · g2 белая пешка · h2 белая пешка · e1 белая ладья · f1 белая ладья · g1 белый король | a8 чёрная ладья · b8 чёрный конь · f8 чёрная ладья · g8 чёрный король · d7 чёрный конь · b6 чёрная пешка · e6 белый конь · f6 чёрный ферзь · g6 чёрная пешка · a5 чёрная пешка · d5 чёрная пешка · h5 чёрная пешка · d4 чёрная пешка · f4 белая пешка · c3 белая пешка · d3 белый ферзь · e3 белый конь · a2 белая пешка · b2 белая пешка · g2 белая пешка · h2 белая пешка · e1 белая ладья · f1 белая ладья · g1 белый король | a8 чёрная ладья · b8 чёрный конь · f8 чёрная ладья · g8 чёрный король · d7 чёрный конь · b6 чёрная пешка · e6 белый конь · f6 чёрный ферзь · g6 чёрная пешка · a5 чёрная пешка · d5 чёрная пешка · h5 чёрная пешка · d4 чёрная пешка · f4 белая пешка · c3 белая пешка · d3 белый ферзь · e3 белый конь · a2 белая пешка · b2 белая пешка · g2 белая пешка · h2 белая пешка · e1 белая ладья · f1 белая ладья · g1 белый король | 7 |
| 6 | a8 чёрная ладья · b8 чёрный конь · f8 чёрная ладья · g8 чёрный король · d7 чёрный конь · b6 чёрная пешка · e6 белый конь · f6 чёрный ферзь · g6 чёрная пешка · a5 чёрная пешка · d5 чёрная пешка · h5 чёрная пешка · d4 чёрная пешка · f4 белая пешка · c3 белая пешка · d3 белый ферзь · e3 белый конь · a2 белая пешка · b2 белая пешка · g2 белая пешка · h2 белая пешка · e1 белая ладья · f1 белая ладья · g1 белый король | a8 чёрная ладья · b8 чёрный конь · f8 чёрная ладья · g8 чёрный король · d7 чёрный конь · b6 чёрная пешка · e6 белый конь · f6 чёрный ферзь · g6 чёрная пешка · a5 чёрная пешка · d5 чёрная пешка · h5 чёрная пешка · d4 чёрная пешка · f4 белая пешка · c3 белая пешка · d3 белый ферзь · e3 белый конь · a2 белая пешка · b2 белая пешка · g2 белая пешка · h2 белая пешка · e1 белая ладья · f1 белая ладья · g1 белый король | a8 чёрная ладья · b8 чёрный конь · f8 чёрная ладья · g8 чёрный король · d7 чёрный конь · b6 чёрная пешка · e6 белый конь · f6 чёрный ферзь · g6 чёрная пешка · a5 чёрная пешка · d5 чёрная пешка · h5 чёрная пешка · d4 чёрная пешка · f4 белая пешка · c3 белая пешка · d3 белый ферзь · e3 белый конь · a2 белая пешка · b2 белая пешка · g2 белая пешка · h2 белая пешка · e1 белая ладья · f1 белая ладья · g1 белый король | a8 чёрная ладья · b8 чёрный конь · f8 чёрная ладья · g8 чёрный король · d7 чёрный конь · b6 чёрная пешка · e6 белый конь · f6 чёрный ферзь · g6 чёрная пешка · a5 чёрная пешка · d5 чёрная пешка · h5 чёрная пешка · d4 чёрная пешка · f4 белая пешка · c3 белая пешка · d3 белый ферзь · e3 белый конь · a2 белая пешка · b2 белая пешка · g2 белая пешка · h2 белая пешка · e1 белая ладья · f1 белая ладья · g1 белый король | a8 чёрная ладья · b8 чёрный конь · f8 чёрная ладья · g8 чёрный король · d7 чёрный конь · b6 чёрная пешка · e6 белый конь · f6 чёрный ферзь · g6 чёрная пешка · a5 чёрная пешка · d5 чёрная пешка · h5 чёрная пешка · d4 чёрная пешка · f4 белая пешка · c3 белая пешка · d3 белый ферзь · e3 белый конь · a2 белая пешка · b2 белая пешка · g2 белая пешка · h2 белая пешка · e1 белая ладья · f1 белая ладья · g1 белый король | a8 чёрная ладья · b8 чёрный конь · f8 чёрная ладья · g8 чёрный король · d7 чёрный конь · b6 чёрная пешка · e6 белый конь · f6 чёрный ферзь · g6 чёрная пешка · a5 чёрная пешка · d5 чёрная пешка · h5 чёрная пешка · d4 чёрная пешка · f4 белая пешка · c3 белая пешка · d3 белый ферзь · e3 белый конь · a2 белая пешка · b2 белая пешка · g2 белая пешка · h2 белая пешка · e1 белая ладья · f1 белая ладья · g1 белый король | a8 чёрная ладья · b8 чёрный конь · f8 чёрная ладья · g8 чёрный король · d7 чёрный конь · b6 чёрная пешка · e6 белый конь · f6 чёрный ферзь · g6 чёрная пешка · a5 чёрная пешка · d5 чёрная пешка · h5 чёрная пешка · d4 чёрная пешка · f4 белая пешка · c3 белая пешка · d3 белый ферзь · e3 белый конь · a2 белая пешка · b2 белая пешка · g2 белая пешка · h2 белая пешка · e1 белая ладья · f1 белая ладья · g1 белый король | a8 чёрная ладья · b8 чёрный конь · f8 чёрная ладья · g8 чёрный король · d7 чёрный конь · b6 чёрная пешка · e6 белый конь · f6 чёрный ферзь · g6 чёрная пешка · a5 чёрная пешка · d5 чёрная пешка · h5 чёрная пешка · d4 чёрная пешка · f4 белая пешка · c3 белая пешка · d3 белый ферзь · e3 белый конь · a2 белая пешка · b2 белая пешка · g2 белая пешка · h2 белая пешка · e1 белая ладья · f1 белая ладья · g1 белый король | 6 |
| 5 | a8 чёрная ладья · b8 чёрный конь · f8 чёрная ладья · g8 чёрный король · d7 чёрный конь · b6 чёрная пешка · e6 белый конь · f6 чёрный ферзь · g6 чёрная пешка · a5 чёрная пешка · d5 чёрная пешка · h5 чёрная пешка · d4 чёрная пешка · f4 белая пешка · c3 белая пешка · d3 белый ферзь · e3 белый конь · a2 белая пешка · b2 белая пешка · g2 белая пешка · h2 белая пешка · e1 белая ладья · f1 белая ладья · g1 белый король | a8 чёрная ладья · b8 чёрный конь · f8 чёрная ладья · g8 чёрный король · d7 чёрный конь · b6 чёрная пешка · e6 белый конь · f6 чёрный ферзь · g6 чёрная пешка · a5 чёрная пешка · d5 чёрная пешка · h5 чёрная пешка · d4 чёрная пешка · f4 белая пешка · c3 белая пешка · d3 белый ферзь · e3 белый конь · a2 белая пешка · b2 белая пешка · g2 белая пешка · h2 белая пешка · e1 белая ладья · f1 белая ладья · g1 белый король | a8 чёрная ладья · b8 чёрный конь · f8 чёрная ладья · g8 чёрный король · d7 чёрный конь · b6 чёрная пешка · e6 белый конь · f6 чёрный ферзь · g6 чёрная пешка · a5 чёрная пешка · d5 чёрная пешка · h5 чёрная пешка · d4 чёрная пешка · f4 белая пешка · c3 белая пешка · d3 белый ферзь · e3 белый конь · a2 белая пешка · b2 белая пешка · g2 белая пешка · h2 белая пешка · e1 белая ладья · f1 белая ладья · g1 белый король | a8 чёрная ладья · b8 чёрный конь · f8 чёрная ладья · g8 чёрный король · d7 чёрный конь · b6 чёрная пешка · e6 белый конь · f6 чёрный ферзь · g6 чёрная пешка · a5 чёрная пешка · d5 чёрная пешка · h5 чёрная пешка · d4 чёрная пешка · f4 белая пешка · c3 белая пешка · d3 белый ферзь · e3 белый конь · a2 белая пешка · b2 белая пешка · g2 белая пешка · h2 белая пешка · e1 белая ладья · f1 белая ладья · g1 белый король | a8 чёрная ладья · b8 чёрный конь · f8 чёрная ладья · g8 чёрный король · d7 чёрный конь · b6 чёрная пешка · e6 белый конь · f6 чёрный ферзь · g6 чёрная пешка · a5 чёрная пешка · d5 чёрная пешка · h5 чёрная пешка · d4 чёрная пешка · f4 белая пешка · c3 белая пешка · d3 белый ферзь · e3 белый конь · a2 белая пешка · b2 белая пешка · g2 белая пешка · h2 белая пешка · e1 белая ладья · f1 белая ладья · g1 белый король | a8 чёрная ладья · b8 чёрный конь · f8 чёрная ладья · g8 чёрный король · d7 чёрный конь · b6 чёрная пешка · e6 белый конь · f6 чёрный ферзь · g6 чёрная пешка · a5 чёрная пешка · d5 чёрная пешка · h5 чёрная пешка · d4 чёрная пешка · f4 белая пешка · c3 белая пешка · d3 белый ферзь · e3 белый конь · a2 белая пешка · b2 белая пешка · g2 белая пешка · h2 белая пешка · e1 белая ладья · f1 белая ладья · g1 белый король | a8 чёрная ладья · b8 чёрный конь · f8 чёрная ладья · g8 чёрный король · d7 чёрный конь · b6 чёрная пешка · e6 белый конь · f6 чёрный ферзь · g6 чёрная пешка · a5 чёрная пешка · d5 чёрная пешка · h5 чёрная пешка · d4 чёрная пешка · f4 белая пешка · c3 белая пешка · d3 белый ферзь · e3 белый конь · a2 белая пешка · b2 белая пешка · g2 белая пешка · h2 белая пешка · e1 белая ладья · f1 белая ладья · g1 белый король | a8 чёрная ладья · b8 чёрный конь · f8 чёрная ладья · g8 чёрный король · d7 чёрный конь · b6 чёрная пешка · e6 белый конь · f6 чёрный ферзь · g6 чёрная пешка · a5 чёрная пешка · d5 чёрная пешка · h5 чёрная пешка · d4 чёрная пешка · f4 белая пешка · c3 белая пешка · d3 белый ферзь · e3 белый конь · a2 белая пешка · b2 белая пешка · g2 белая пешка · h2 белая пешка · e1 белая ладья · f1 белая ладья · g1 белый король | 5 |
| 4 | a8 чёрная ладья · b8 чёрный конь · f8 чёрная ладья · g8 чёрный король · d7 чёрный конь · b6 чёрная пешка · e6 белый конь · f6 чёрный ферзь · g6 чёрная пешка · a5 чёрная пешка · d5 чёрная пешка · h5 чёрная пешка · d4 чёрная пешка · f4 белая пешка · c3 белая пешка · d3 белый ферзь · e3 белый конь · a2 белая пешка · b2 белая пешка · g2 белая пешка · h2 белая пешка · e1 белая ладья · f1 белая ладья · g1 белый король | a8 чёрная ладья · b8 чёрный конь · f8 чёрная ладья · g8 чёрный король · d7 чёрный конь · b6 чёрная пешка · e6 белый конь · f6 чёрный ферзь · g6 чёрная пешка · a5 чёрная пешка · d5 чёрная пешка · h5 чёрная пешка · d4 чёрная пешка · f4 белая пешка · c3 белая пешка · d3 белый ферзь · e3 белый конь · a2 белая пешка · b2 белая пешка · g2 белая пешка · h2 белая пешка · e1 белая ладья · f1 белая ладья · g1 белый король | a8 чёрная ладья · b8 чёрный конь · f8 чёрная ладья · g8 чёрный король · d7 чёрный конь · b6 чёрная пешка · e6 белый конь · f6 чёрный ферзь · g6 чёрная пешка · a5 чёрная пешка · d5 чёрная пешка · h5 чёрная пешка · d4 чёрная пешка · f4 белая пешка · c3 белая пешка · d3 белый ферзь · e3 белый конь · a2 белая пешка · b2 белая пешка · g2 белая пешка · h2 белая пешка · e1 белая ладья · f1 белая ладья · g1 белый король | a8 чёрная ладья · b8 чёрный конь · f8 чёрная ладья · g8 чёрный король · d7 чёрный конь · b6 чёрная пешка · e6 белый конь · f6 чёрный ферзь · g6 чёрная пешка · a5 чёрная пешка · d5 чёрная пешка · h5 чёрная пешка · d4 чёрная пешка · f4 белая пешка · c3 белая пешка · d3 белый ферзь · e3 белый конь · a2 белая пешка · b2 белая пешка · g2 белая пешка · h2 белая пешка · e1 белая ладья · f1 белая ладья · g1 белый король | a8 чёрная ладья · b8 чёрный конь · f8 чёрная ладья · g8 чёрный король · d7 чёрный конь · b6 чёрная пешка · e6 белый конь · f6 чёрный ферзь · g6 чёрная пешка · a5 чёрная пешка · d5 чёрная пешка · h5 чёрная пешка · d4 чёрная пешка · f4 белая пешка · c3 белая пешка · d3 белый ферзь · e3 белый конь · a2 белая пешка · b2 белая пешка · g2 белая пешка · h2 белая пешка · e1 белая ладья · f1 белая ладья · g1 белый король | a8 чёрная ладья · b8 чёрный конь · f8 чёрная ладья · g8 чёрный король · d7 чёрный конь · b6 чёрная пешка · e6 белый конь · f6 чёрный ферзь · g6 чёрная пешка · a5 чёрная пешка · d5 чёрная пешка · h5 чёрная пешка · d4 чёрная пешка · f4 белая пешка · c3 белая пешка · d3 белый ферзь · e3 белый конь · a2 белая пешка · b2 белая пешка · g2 белая пешка · h2 белая пешка · e1 белая ладья · f1 белая ладья · g1 белый король | a8 чёрная ладья · b8 чёрный конь · f8 чёрная ладья · g8 чёрный король · d7 чёрный конь · b6 чёрная пешка · e6 белый конь · f6 чёрный ферзь · g6 чёрная пешка · a5 чёрная пешка · d5 чёрная пешка · h5 чёрная пешка · d4 чёрная пешка · f4 белая пешка · c3 белая пешка · d3 белый ферзь · e3 белый конь · a2 белая пешка · b2 белая пешка · g2 белая пешка · h2 белая пешка · e1 белая ладья · f1 белая ладья · g1 белый король | a8 чёрная ладья · b8 чёрный конь · f8 чёрная ладья · g8 чёрный король · d7 чёрный конь · b6 чёрная пешка · e6 белый конь · f6 чёрный ферзь · g6 чёрная пешка · a5 чёрная пешка · d5 чёрная пешка · h5 чёрная пешка · d4 чёрная пешка · f4 белая пешка · c3 белая пешка · d3 белый ферзь · e3 белый конь · a2 белая пешка · b2 белая пешка · g2 белая пешка · h2 белая пешка · e1 белая ладья · f1 белая ладья · g1 белый король | 4 |
| 3 | a8 чёрная ладья · b8 чёрный конь · f8 чёрная ладья · g8 чёрный король · d7 чёрный конь · b6 чёрная пешка · e6 белый конь · f6 чёрный ферзь · g6 чёрная пешка · a5 чёрная пешка · d5 чёрная пешка · h5 чёрная пешка · d4 чёрная пешка · f4 белая пешка · c3 белая пешка · d3 белый ферзь · e3 белый конь · a2 белая пешка · b2 белая пешка · g2 белая пешка · h2 белая пешка · e1 белая ладья · f1 белая ладья · g1 белый король | a8 чёрная ладья · b8 чёрный конь · f8 чёрная ладья · g8 чёрный король · d7 чёрный конь · b6 чёрная пешка · e6 белый конь · f6 чёрный ферзь · g6 чёрная пешка · a5 чёрная пешка · d5 чёрная пешка · h5 чёрная пешка · d4 чёрная пешка · f4 белая пешка · c3 белая пешка · d3 белый ферзь · e3 белый конь · a2 белая пешка · b2 белая пешка · g2 белая пешка · h2 белая пешка · e1 белая ладья · f1 белая ладья · g1 белый король | a8 чёрная ладья · b8 чёрный конь · f8 чёрная ладья · g8 чёрный король · d7 чёрный конь · b6 чёрная пешка · e6 белый конь · f6 чёрный ферзь · g6 чёрная пешка · a5 чёрная пешка · d5 чёрная пешка · h5 чёрная пешка · d4 чёрная пешка · f4 белая пешка · c3 белая пешка · d3 белый ферзь · e3 белый конь · a2 белая пешка · b2 белая пешка · g2 белая пешка · h2 белая пешка · e1 белая ладья · f1 белая ладья · g1 белый король | a8 чёрная ладья · b8 чёрный конь · f8 чёрная ладья · g8 чёрный король · d7 чёрный конь · b6 чёрная пешка · e6 белый конь · f6 чёрный ферзь · g6 чёрная пешка · a5 чёрная пешка · d5 чёрная пешка · h5 чёрная пешка · d4 чёрная пешка · f4 белая пешка · c3 белая пешка · d3 белый ферзь · e3 белый конь · a2 белая пешка · b2 белая пешка · g2 белая пешка · h2 белая пешка · e1 белая ладья · f1 белая ладья · g1 белый король | a8 чёрная ладья · b8 чёрный конь · f8 чёрная ладья · g8 чёрный король · d7 чёрный конь · b6 чёрная пешка · e6 белый конь · f6 чёрный ферзь · g6 чёрная пешка · a5 чёрная пешка · d5 чёрная пешка · h5 чёрная пешка · d4 чёрная пешка · f4 белая пешка · c3 белая пешка · d3 белый ферзь · e3 белый конь · a2 белая пешка · b2 белая пешка · g2 белая пешка · h2 белая пешка · e1 белая ладья · f1 белая ладья · g1 белый король | a8 чёрная ладья · b8 чёрный конь · f8 чёрная ладья · g8 чёрный король · d7 чёрный конь · b6 чёрная пешка · e6 белый конь · f6 чёрный ферзь · g6 чёрная пешка · a5 чёрная пешка · d5 чёрная пешка · h5 чёрная пешка · d4 чёрная пешка · f4 белая пешка · c3 белая пешка · d3 белый ферзь · e3 белый конь · a2 белая пешка · b2 белая пешка · g2 белая пешка · h2 белая пешка · e1 белая ладья · f1 белая ладья · g1 белый король | a8 чёрная ладья · b8 чёрный конь · f8 чёрная ладья · g8 чёрный король · d7 чёрный конь · b6 чёрная пешка · e6 белый конь · f6 чёрный ферзь · g6 чёрная пешка · a5 чёрная пешка · d5 чёрная пешка · h5 чёрная пешка · d4 чёрная пешка · f4 белая пешка · c3 белая пешка · d3 белый ферзь · e3 белый конь · a2 белая пешка · b2 белая пешка · g2 белая пешка · h2 белая пешка · e1 белая ладья · f1 белая ладья · g1 белый король | a8 чёрная ладья · b8 чёрный конь · f8 чёрная ладья · g8 чёрный король · d7 чёрный конь · b6 чёрная пешка · e6 белый конь · f6 чёрный ферзь · g6 чёрная пешка · a5 чёрная пешка · d5 чёрная пешка · h5 чёрная пешка · d4 чёрная пешка · f4 белая пешка · c3 белая пешка · d3 белый ферзь · e3 белый конь · a2 белая пешка · b2 белая пешка · g2 белая пешка · h2 белая пешка · e1 белая ладья · f1 белая ладья · g1 белый король | 3 |
| 2 | a8 чёрная ладья · b8 чёрный конь · f8 чёрная ладья · g8 чёрный король · d7 чёрный конь · b6 чёрная пешка · e6 белый конь · f6 чёрный ферзь · g6 чёрная пешка · a5 чёрная пешка · d5 чёрная пешка · h5 чёрная пешка · d4 чёрная пешка · f4 белая пешка · c3 белая пешка · d3 белый ферзь · e3 белый конь · a2 белая пешка · b2 белая пешка · g2 белая пешка · h2 белая пешка · e1 белая ладья · f1 белая ладья · g1 белый король | a8 чёрная ладья · b8 чёрный конь · f8 чёрная ладья · g8 чёрный король · d7 чёрный конь · b6 чёрная пешка · e6 белый конь · f6 чёрный ферзь · g6 чёрная пешка · a5 чёрная пешка · d5 чёрная пешка · h5 чёрная пешка · d4 чёрная пешка · f4 белая пешка · c3 белая пешка · d3 белый ферзь · e3 белый конь · a2 белая пешка · b2 белая пешка · g2 белая пешка · h2 белая пешка · e1 белая ладья · f1 белая ладья · g1 белый король | a8 чёрная ладья · b8 чёрный конь · f8 чёрная ладья · g8 чёрный король · d7 чёрный конь · b6 чёрная пешка · e6 белый конь · f6 чёрный ферзь · g6 чёрная пешка · a5 чёрная пешка · d5 чёрная пешка · h5 чёрная пешка · d4 чёрная пешка · f4 белая пешка · c3 белая пешка · d3 белый ферзь · e3 белый конь · a2 белая пешка · b2 белая пешка · g2 белая пешка · h2 белая пешка · e1 белая ладья · f1 белая ладья · g1 белый король | a8 чёрная ладья · b8 чёрный конь · f8 чёрная ладья · g8 чёрный король · d7 чёрный конь · b6 чёрная пешка · e6 белый конь · f6 чёрный ферзь · g6 чёрная пешка · a5 чёрная пешка · d5 чёрная пешка · h5 чёрная пешка · d4 чёрная пешка · f4 белая пешка · c3 белая пешка · d3 белый ферзь · e3 белый конь · a2 белая пешка · b2 белая пешка · g2 белая пешка · h2 белая пешка · e1 белая ладья · f1 белая ладья · g1 белый король | a8 чёрная ладья · b8 чёрный конь · f8 чёрная ладья · g8 чёрный король · d7 чёрный конь · b6 чёрная пешка · e6 белый конь · f6 чёрный ферзь · g6 чёрная пешка · a5 чёрная пешка · d5 чёрная пешка · h5 чёрная пешка · d4 чёрная пешка · f4 белая пешка · c3 белая пешка · d3 белый ферзь · e3 белый конь · a2 белая пешка · b2 белая пешка · g2 белая пешка · h2 белая пешка · e1 белая ладья · f1 белая ладья · g1 белый король | a8 чёрная ладья · b8 чёрный конь · f8 чёрная ладья · g8 чёрный король · d7 чёрный конь · b6 чёрная пешка · e6 белый конь · f6 чёрный ферзь · g6 чёрная пешка · a5 чёрная пешка · d5 чёрная пешка · h5 чёрная пешка · d4 чёрная пешка · f4 белая пешка · c3 белая пешка · d3 белый ферзь · e3 белый конь · a2 белая пешка · b2 белая пешка · g2 белая пешка · h2 белая пешка · e1 белая ладья · f1 белая ладья · g1 белый король | a8 чёрная ладья · b8 чёрный конь · f8 чёрная ладья · g8 чёрный король · d7 чёрный конь · b6 чёрная пешка · e6 белый конь · f6 чёрный ферзь · g6 чёрная пешка · a5 чёрная пешка · d5 чёрная пешка · h5 чёрная пешка · d4 чёрная пешка · f4 белая пешка · c3 белая пешка · d3 белый ферзь · e3 белый конь · a2 белая пешка · b2 белая пешка · g2 белая пешка · h2 белая пешка · e1 белая ладья · f1 белая ладья · g1 белый король | a8 чёрная ладья · b8 чёрный конь · f8 чёрная ладья · g8 чёрный король · d7 чёрный конь · b6 чёрная пешка · e6 белый конь · f6 чёрный ферзь · g6 чёрная пешка · a5 чёрная пешка · d5 чёрная пешка · h5 чёрная пешка · d4 чёрная пешка · f4 белая пешка · c3 белая пешка · d3 белый ферзь · e3 белый конь · a2 белая пешка · b2 белая пешка · g2 белая пешка · h2 белая пешка · e1 белая ладья · f1 белая ладья · g1 белый король | 2 |
| 1 | a8 чёрная ладья · b8 чёрный конь · f8 чёрная ладья · g8 чёрный король · d7 чёрный конь · b6 чёрная пешка · e6 белый конь · f6 чёрный ферзь · g6 чёрная пешка · a5 чёрная пешка · d5 чёрная пешка · h5 чёрная пешка · d4 чёрная пешка · f4 белая пешка · c3 белая пешка · d3 белый ферзь · e3 белый конь · a2 белая пешка · b2 белая пешка · g2 белая пешка · h2 белая пешка · e1 белая ладья · f1 белая ладья · g1 белый король | a8 чёрная ладья · b8 чёрный конь · f8 чёрная ладья · g8 чёрный король · d7 чёрный конь · b6 чёрная пешка · e6 белый конь · f6 чёрный ферзь · g6 чёрная пешка · a5 чёрная пешка · d5 чёрная пешка · h5 чёрная пешка · d4 чёрная пешка · f4 белая пешка · c3 белая пешка · d3 белый ферзь · e3 белый конь · a2 белая пешка · b2 белая пешка · g2 белая пешка · h2 белая пешка · e1 белая ладья · f1 белая ладья · g1 белый король | a8 чёрная ладья · b8 чёрный конь · f8 чёрная ладья · g8 чёрный король · d7 чёрный конь · b6 чёрная пешка · e6 белый конь · f6 чёрный ферзь · g6 чёрная пешка · a5 чёрная пешка · d5 чёрная пешка · h5 чёрная пешка · d4 чёрная пешка · f4 белая пешка · c3 белая пешка · d3 белый ферзь · e3 белый конь · a2 белая пешка · b2 белая пешка · g2 белая пешка · h2 белая пешка · e1 белая ладья · f1 белая ладья · g1 белый король | a8 чёрная ладья · b8 чёрный конь · f8 чёрная ладья · g8 чёрный король · d7 чёрный конь · b6 чёрная пешка · e6 белый конь · f6 чёрный ферзь · g6 чёрная пешка · a5 чёрная пешка · d5 чёрная пешка · h5 чёрная пешка · d4 чёрная пешка · f4 белая пешка · c3 белая пешка · d3 белый ферзь · e3 белый конь · a2 белая пешка · b2 белая пешка · g2 белая пешка · h2 белая пешка · e1 белая ладья · f1 белая ладья · g1 белый король | a8 чёрная ладья · b8 чёрный конь · f8 чёрная ладья · g8 чёрный король · d7 чёрный конь · b6 чёрная пешка · e6 белый конь · f6 чёрный ферзь · g6 чёрная пешка · a5 чёрная пешка · d5 чёрная пешка · h5 чёрная пешка · d4 чёрная пешка · f4 белая пешка · c3 белая пешка · d3 белый ферзь · e3 белый конь · a2 белая пешка · b2 белая пешка · g2 белая пешка · h2 белая пешка · e1 белая ладья · f1 белая ладья · g1 белый король | a8 чёрная ладья · b8 чёрный конь · f8 чёрная ладья · g8 чёрный король · d7 чёрный конь · b6 чёрная пешка · e6 белый конь · f6 чёрный ферзь · g6 чёрная пешка · a5 чёрная пешка · d5 чёрная пешка · h5 чёрная пешка · d4 чёрная пешка · f4 белая пешка · c3 белая пешка · d3 белый ферзь · e3 белый конь · a2 белая пешка · b2 белая пешка · g2 белая пешка · h2 белая пешка · e1 белая ладья · f1 белая ладья · g1 белый король | a8 чёрная ладья · b8 чёрный конь · f8 чёрная ладья · g8 чёрный король · d7 чёрный конь · b6 чёрная пешка · e6 белый конь · f6 чёрный ферзь · g6 чёрная пешка · a5 чёрная пешка · d5 чёрная пешка · h5 чёрная пешка · d4 чёрная пешка · f4 белая пешка · c3 белая пешка · d3 белый ферзь · e3 белый конь · a2 белая пешка · b2 белая пешка · g2 белая пешка · h2 белая пешка · e1 белая ладья · f1 белая ладья · g1 белый король | a8 чёрная ладья · b8 чёрный конь · f8 чёрная ладья · g8 чёрный король · d7 чёрный конь · b6 чёрная пешка · e6 белый конь · f6 чёрный ферзь · g6 чёрная пешка · a5 чёрная пешка · d5 чёрная пешка · h5 чёрная пешка · d4 чёрная пешка · f4 белая пешка · c3 белая пешка · d3 белый ферзь · e3 белый конь · a2 белая пешка · b2 белая пешка · g2 белая пешка · h2 белая пешка · e1 белая ладья · f1 белая ладья · g1 белый король | 1 |
|   | a | b | c | d | e | f | g | h |   |

[Event "Bayern-chI Bank Hofmann 10th"]
[Site "Bad Wiessee"]
[Date "2006.11.08"]
[Round "5"]
[White "So, Wesley"]
[Black "Prusikin, Michael"]
[Result "1-0"]
[WhiteElo "2411"]
[BlackElo "2560"]
[Variant "Standard"]
[TimeControl "-"]
[ECO "C14"]
[Opening "French Defense: Classical Variation, Steinitz Variation"]
[Termination "Unknown"]
[Annotator "lichess.org"]
1. e4 e6 2. d4 d5 3. Nc3 Nf6 4. Bg5 Be7 5. e5 Nfd7 6. Bxe7 Qxe7 7. f4 a6 8. Nf3 b6 9. Qd2 c5 10. Nd1 O-O 11. c3 f6 12. Bd3 a5 13. O-O Ba6 14. exf6 Qxf6 15. Ng5 g6 16. Ne3 h5 17. Rae1 Bxd3 18. Qxd3 cxd4 19. Nxe6 Qxe6 20. Nxd5 Qf7 21. Re7 Qf5 22. Qxd4 Nf6 23. Re5 Qd7 24. Qd3 Nxd5 25. Qxg6+ Qg7 26. Qe6+ Qf7 27. Qh6 Qf6 28. Rg5+ Kf7 29. Qh7+ Ke8 30. Rxd5
|   | a | b | c | d | e | f | g | h |   |
| - | --- | --- | --- | --- | --- | --- | --- | --- | - |
| 8 | a8 чёрная ладья · d8 чёрный ферзь · e8 чёрная ладья · g8 чёрный король · a7 чёрная пешка · b7 чёрная пешка · d7 чёрный конь · e7 чёрный слон · f7 чёрная пешка · h7 чёрная пешка · c6 чёрный конь · g6 чёрная пешка · h6 белый слон · d5 чёрная пешка · d4 белая пешка · e4 чёрная пешка · c3 белая пешка · d3 белый слон · e3 белая ладья · f3 белый ферзь · g3 белый конь · h3 белая пешка · a2 белая пешка · b2 белая пешка · f2 белая пешка · g2 белая пешка · a1 белая ладья · g1 белый король | a8 чёрная ладья · d8 чёрный ферзь · e8 чёрная ладья · g8 чёрный король · a7 чёрная пешка · b7 чёрная пешка · d7 чёрный конь · e7 чёрный слон · f7 чёрная пешка · h7 чёрная пешка · c6 чёрный конь · g6 чёрная пешка · h6 белый слон · d5 чёрная пешка · d4 белая пешка · e4 чёрная пешка · c3 белая пешка · d3 белый слон · e3 белая ладья · f3 белый ферзь · g3 белый конь · h3 белая пешка · a2 белая пешка · b2 белая пешка · f2 белая пешка · g2 белая пешка · a1 белая ладья · g1 белый король | a8 чёрная ладья · d8 чёрный ферзь · e8 чёрная ладья · g8 чёрный король · a7 чёрная пешка · b7 чёрная пешка · d7 чёрный конь · e7 чёрный слон · f7 чёрная пешка · h7 чёрная пешка · c6 чёрный конь · g6 чёрная пешка · h6 белый слон · d5 чёрная пешка · d4 белая пешка · e4 чёрная пешка · c3 белая пешка · d3 белый слон · e3 белая ладья · f3 белый ферзь · g3 белый конь · h3 белая пешка · a2 белая пешка · b2 белая пешка · f2 белая пешка · g2 белая пешка · a1 белая ладья · g1 белый король | a8 чёрная ладья · d8 чёрный ферзь · e8 чёрная ладья · g8 чёрный король · a7 чёрная пешка · b7 чёрная пешка · d7 чёрный конь · e7 чёрный слон · f7 чёрная пешка · h7 чёрная пешка · c6 чёрный конь · g6 чёрная пешка · h6 белый слон · d5 чёрная пешка · d4 белая пешка · e4 чёрная пешка · c3 белая пешка · d3 белый слон · e3 белая ладья · f3 белый ферзь · g3 белый конь · h3 белая пешка · a2 белая пешка · b2 белая пешка · f2 белая пешка · g2 белая пешка · a1 белая ладья · g1 белый король | a8 чёрная ладья · d8 чёрный ферзь · e8 чёрная ладья · g8 чёрный король · a7 чёрная пешка · b7 чёрная пешка · d7 чёрный конь · e7 чёрный слон · f7 чёрная пешка · h7 чёрная пешка · c6 чёрный конь · g6 чёрная пешка · h6 белый слон · d5 чёрная пешка · d4 белая пешка · e4 чёрная пешка · c3 белая пешка · d3 белый слон · e3 белая ладья · f3 белый ферзь · g3 белый конь · h3 белая пешка · a2 белая пешка · b2 белая пешка · f2 белая пешка · g2 белая пешка · a1 белая ладья · g1 белый король | a8 чёрная ладья · d8 чёрный ферзь · e8 чёрная ладья · g8 чёрный король · a7 чёрная пешка · b7 чёрная пешка · d7 чёрный конь · e7 чёрный слон · f7 чёрная пешка · h7 чёрная пешка · c6 чёрный конь · g6 чёрная пешка · h6 белый слон · d5 чёрная пешка · d4 белая пешка · e4 чёрная пешка · c3 белая пешка · d3 белый слон · e3 белая ладья · f3 белый ферзь · g3 белый конь · h3 белая пешка · a2 белая пешка · b2 белая пешка · f2 белая пешка · g2 белая пешка · a1 белая ладья · g1 белый король | a8 чёрная ладья · d8 чёрный ферзь · e8 чёрная ладья · g8 чёрный король · a7 чёрная пешка · b7 чёрная пешка · d7 чёрный конь · e7 чёрный слон · f7 чёрная пешка · h7 чёрная пешка · c6 чёрный конь · g6 чёрная пешка · h6 белый слон · d5 чёрная пешка · d4 белая пешка · e4 чёрная пешка · c3 белая пешка · d3 белый слон · e3 белая ладья · f3 белый ферзь · g3 белый конь · h3 белая пешка · a2 белая пешка · b2 белая пешка · f2 белая пешка · g2 белая пешка · a1 белая ладья · g1 белый король | a8 чёрная ладья · d8 чёрный ферзь · e8 чёрная ладья · g8 чёрный король · a7 чёрная пешка · b7 чёрная пешка · d7 чёрный конь · e7 чёрный слон · f7 чёрная пешка · h7 чёрная пешка · c6 чёрный конь · g6 чёрная пешка · h6 белый слон · d5 чёрная пешка · d4 белая пешка · e4 чёрная пешка · c3 белая пешка · d3 белый слон · e3 белая ладья · f3 белый ферзь · g3 белый конь · h3 белая пешка · a2 белая пешка · b2 белая пешка · f2 белая пешка · g2 белая пешка · a1 белая ладья · g1 белый король | 8 |
| 7 | a8 чёрная ладья · d8 чёрный ферзь · e8 чёрная ладья · g8 чёрный король · a7 чёрная пешка · b7 чёрная пешка · d7 чёрный конь · e7 чёрный слон · f7 чёрная пешка · h7 чёрная пешка · c6 чёрный конь · g6 чёрная пешка · h6 белый слон · d5 чёрная пешка · d4 белая пешка · e4 чёрная пешка · c3 белая пешка · d3 белый слон · e3 белая ладья · f3 белый ферзь · g3 белый конь · h3 белая пешка · a2 белая пешка · b2 белая пешка · f2 белая пешка · g2 белая пешка · a1 белая ладья · g1 белый король | a8 чёрная ладья · d8 чёрный ферзь · e8 чёрная ладья · g8 чёрный король · a7 чёрная пешка · b7 чёрная пешка · d7 чёрный конь · e7 чёрный слон · f7 чёрная пешка · h7 чёрная пешка · c6 чёрный конь · g6 чёрная пешка · h6 белый слон · d5 чёрная пешка · d4 белая пешка · e4 чёрная пешка · c3 белая пешка · d3 белый слон · e3 белая ладья · f3 белый ферзь · g3 белый конь · h3 белая пешка · a2 белая пешка · b2 белая пешка · f2 белая пешка · g2 белая пешка · a1 белая ладья · g1 белый король | a8 чёрная ладья · d8 чёрный ферзь · e8 чёрная ладья · g8 чёрный король · a7 чёрная пешка · b7 чёрная пешка · d7 чёрный конь · e7 чёрный слон · f7 чёрная пешка · h7 чёрная пешка · c6 чёрный конь · g6 чёрная пешка · h6 белый слон · d5 чёрная пешка · d4 белая пешка · e4 чёрная пешка · c3 белая пешка · d3 белый слон · e3 белая ладья · f3 белый ферзь · g3 белый конь · h3 белая пешка · a2 белая пешка · b2 белая пешка · f2 белая пешка · g2 белая пешка · a1 белая ладья · g1 белый король | a8 чёрная ладья · d8 чёрный ферзь · e8 чёрная ладья · g8 чёрный король · a7 чёрная пешка · b7 чёрная пешка · d7 чёрный конь · e7 чёрный слон · f7 чёрная пешка · h7 чёрная пешка · c6 чёрный конь · g6 чёрная пешка · h6 белый слон · d5 чёрная пешка · d4 белая пешка · e4 чёрная пешка · c3 белая пешка · d3 белый слон · e3 белая ладья · f3 белый ферзь · g3 белый конь · h3 белая пешка · a2 белая пешка · b2 белая пешка · f2 белая пешка · g2 белая пешка · a1 белая ладья · g1 белый король | a8 чёрная ладья · d8 чёрный ферзь · e8 чёрная ладья · g8 чёрный король · a7 чёрная пешка · b7 чёрная пешка · d7 чёрный конь · e7 чёрный слон · f7 чёрная пешка · h7 чёрная пешка · c6 чёрный конь · g6 чёрная пешка · h6 белый слон · d5 чёрная пешка · d4 белая пешка · e4 чёрная пешка · c3 белая пешка · d3 белый слон · e3 белая ладья · f3 белый ферзь · g3 белый конь · h3 белая пешка · a2 белая пешка · b2 белая пешка · f2 белая пешка · g2 белая пешка · a1 белая ладья · g1 белый король | a8 чёрная ладья · d8 чёрный ферзь · e8 чёрная ладья · g8 чёрный король · a7 чёрная пешка · b7 чёрная пешка · d7 чёрный конь · e7 чёрный слон · f7 чёрная пешка · h7 чёрная пешка · c6 чёрный конь · g6 чёрная пешка · h6 белый слон · d5 чёрная пешка · d4 белая пешка · e4 чёрная пешка · c3 белая пешка · d3 белый слон · e3 белая ладья · f3 белый ферзь · g3 белый конь · h3 белая пешка · a2 белая пешка · b2 белая пешка · f2 белая пешка · g2 белая пешка · a1 белая ладья · g1 белый король | a8 чёрная ладья · d8 чёрный ферзь · e8 чёрная ладья · g8 чёрный король · a7 чёрная пешка · b7 чёрная пешка · d7 чёрный конь · e7 чёрный слон · f7 чёрная пешка · h7 чёрная пешка · c6 чёрный конь · g6 чёрная пешка · h6 белый слон · d5 чёрная пешка · d4 белая пешка · e4 чёрная пешка · c3 белая пешка · d3 белый слон · e3 белая ладья · f3 белый ферзь · g3 белый конь · h3 белая пешка · a2 белая пешка · b2 белая пешка · f2 белая пешка · g2 белая пешка · a1 белая ладья · g1 белый король | a8 чёрная ладья · d8 чёрный ферзь · e8 чёрная ладья · g8 чёрный король · a7 чёрная пешка · b7 чёрная пешка · d7 чёрный конь · e7 чёрный слон · f7 чёрная пешка · h7 чёрная пешка · c6 чёрный конь · g6 чёрная пешка · h6 белый слон · d5 чёрная пешка · d4 белая пешка · e4 чёрная пешка · c3 белая пешка · d3 белый слон · e3 белая ладья · f3 белый ферзь · g3 белый конь · h3 белая пешка · a2 белая пешка · b2 белая пешка · f2 белая пешка · g2 белая пешка · a1 белая ладья · g1 белый король | 7 |
| 6 | a8 чёрная ладья · d8 чёрный ферзь · e8 чёрная ладья · g8 чёрный король · a7 чёрная пешка · b7 чёрная пешка · d7 чёрный конь · e7 чёрный слон · f7 чёрная пешка · h7 чёрная пешка · c6 чёрный конь · g6 чёрная пешка · h6 белый слон · d5 чёрная пешка · d4 белая пешка · e4 чёрная пешка · c3 белая пешка · d3 белый слон · e3 белая ладья · f3 белый ферзь · g3 белый конь · h3 белая пешка · a2 белая пешка · b2 белая пешка · f2 белая пешка · g2 белая пешка · a1 белая ладья · g1 белый король | a8 чёрная ладья · d8 чёрный ферзь · e8 чёрная ладья · g8 чёрный король · a7 чёрная пешка · b7 чёрная пешка · d7 чёрный конь · e7 чёрный слон · f7 чёрная пешка · h7 чёрная пешка · c6 чёрный конь · g6 чёрная пешка · h6 белый слон · d5 чёрная пешка · d4 белая пешка · e4 чёрная пешка · c3 белая пешка · d3 белый слон · e3 белая ладья · f3 белый ферзь · g3 белый конь · h3 белая пешка · a2 белая пешка · b2 белая пешка · f2 белая пешка · g2 белая пешка · a1 белая ладья · g1 белый король | a8 чёрная ладья · d8 чёрный ферзь · e8 чёрная ладья · g8 чёрный король · a7 чёрная пешка · b7 чёрная пешка · d7 чёрный конь · e7 чёрный слон · f7 чёрная пешка · h7 чёрная пешка · c6 чёрный конь · g6 чёрная пешка · h6 белый слон · d5 чёрная пешка · d4 белая пешка · e4 чёрная пешка · c3 белая пешка · d3 белый слон · e3 белая ладья · f3 белый ферзь · g3 белый конь · h3 белая пешка · a2 белая пешка · b2 белая пешка · f2 белая пешка · g2 белая пешка · a1 белая ладья · g1 белый король | a8 чёрная ладья · d8 чёрный ферзь · e8 чёрная ладья · g8 чёрный король · a7 чёрная пешка · b7 чёрная пешка · d7 чёрный конь · e7 чёрный слон · f7 чёрная пешка · h7 чёрная пешка · c6 чёрный конь · g6 чёрная пешка · h6 белый слон · d5 чёрная пешка · d4 белая пешка · e4 чёрная пешка · c3 белая пешка · d3 белый слон · e3 белая ладья · f3 белый ферзь · g3 белый конь · h3 белая пешка · a2 белая пешка · b2 белая пешка · f2 белая пешка · g2 белая пешка · a1 белая ладья · g1 белый король | a8 чёрная ладья · d8 чёрный ферзь · e8 чёрная ладья · g8 чёрный король · a7 чёрная пешка · b7 чёрная пешка · d7 чёрный конь · e7 чёрный слон · f7 чёрная пешка · h7 чёрная пешка · c6 чёрный конь · g6 чёрная пешка · h6 белый слон · d5 чёрная пешка · d4 белая пешка · e4 чёрная пешка · c3 белая пешка · d3 белый слон · e3 белая ладья · f3 белый ферзь · g3 белый конь · h3 белая пешка · a2 белая пешка · b2 белая пешка · f2 белая пешка · g2 белая пешка · a1 белая ладья · g1 белый король | a8 чёрная ладья · d8 чёрный ферзь · e8 чёрная ладья · g8 чёрный король · a7 чёрная пешка · b7 чёрная пешка · d7 чёрный конь · e7 чёрный слон · f7 чёрная пешка · h7 чёрная пешка · c6 чёрный конь · g6 чёрная пешка · h6 белый слон · d5 чёрная пешка · d4 белая пешка · e4 чёрная пешка · c3 белая пешка · d3 белый слон · e3 белая ладья · f3 белый ферзь · g3 белый конь · h3 белая пешка · a2 белая пешка · b2 белая пешка · f2 белая пешка · g2 белая пешка · a1 белая ладья · g1 белый король | a8 чёрная ладья · d8 чёрный ферзь · e8 чёрная ладья · g8 чёрный король · a7 чёрная пешка · b7 чёрная пешка · d7 чёрный конь · e7 чёрный слон · f7 чёрная пешка · h7 чёрная пешка · c6 чёрный конь · g6 чёрная пешка · h6 белый слон · d5 чёрная пешка · d4 белая пешка · e4 чёрная пешка · c3 белая пешка · d3 белый слон · e3 белая ладья · f3 белый ферзь · g3 белый конь · h3 белая пешка · a2 белая пешка · b2 белая пешка · f2 белая пешка · g2 белая пешка · a1 белая ладья · g1 белый король | a8 чёрная ладья · d8 чёрный ферзь · e8 чёрная ладья · g8 чёрный король · a7 чёрная пешка · b7 чёрная пешка · d7 чёрный конь · e7 чёрный слон · f7 чёрная пешка · h7 чёрная пешка · c6 чёрный конь · g6 чёрная пешка · h6 белый слон · d5 чёрная пешка · d4 белая пешка · e4 чёрная пешка · c3 белая пешка · d3 белый слон · e3 белая ладья · f3 белый ферзь · g3 белый конь · h3 белая пешка · a2 белая пешка · b2 белая пешка · f2 белая пешка · g2 белая пешка · a1 белая ладья · g1 белый король | 6 |
| 5 | a8 чёрная ладья · d8 чёрный ферзь · e8 чёрная ладья · g8 чёрный король · a7 чёрная пешка · b7 чёрная пешка · d7 чёрный конь · e7 чёрный слон · f7 чёрная пешка · h7 чёрная пешка · c6 чёрный конь · g6 чёрная пешка · h6 белый слон · d5 чёрная пешка · d4 белая пешка · e4 чёрная пешка · c3 белая пешка · d3 белый слон · e3 белая ладья · f3 белый ферзь · g3 белый конь · h3 белая пешка · a2 белая пешка · b2 белая пешка · f2 белая пешка · g2 белая пешка · a1 белая ладья · g1 белый король | a8 чёрная ладья · d8 чёрный ферзь · e8 чёрная ладья · g8 чёрный король · a7 чёрная пешка · b7 чёрная пешка · d7 чёрный конь · e7 чёрный слон · f7 чёрная пешка · h7 чёрная пешка · c6 чёрный конь · g6 чёрная пешка · h6 белый слон · d5 чёрная пешка · d4 белая пешка · e4 чёрная пешка · c3 белая пешка · d3 белый слон · e3 белая ладья · f3 белый ферзь · g3 белый конь · h3 белая пешка · a2 белая пешка · b2 белая пешка · f2 белая пешка · g2 белая пешка · a1 белая ладья · g1 белый король | a8 чёрная ладья · d8 чёрный ферзь · e8 чёрная ладья · g8 чёрный король · a7 чёрная пешка · b7 чёрная пешка · d7 чёрный конь · e7 чёрный слон · f7 чёрная пешка · h7 чёрная пешка · c6 чёрный конь · g6 чёрная пешка · h6 белый слон · d5 чёрная пешка · d4 белая пешка · e4 чёрная пешка · c3 белая пешка · d3 белый слон · e3 белая ладья · f3 белый ферзь · g3 белый конь · h3 белая пешка · a2 белая пешка · b2 белая пешка · f2 белая пешка · g2 белая пешка · a1 белая ладья · g1 белый король | a8 чёрная ладья · d8 чёрный ферзь · e8 чёрная ладья · g8 чёрный король · a7 чёрная пешка · b7 чёрная пешка · d7 чёрный конь · e7 чёрный слон · f7 чёрная пешка · h7 чёрная пешка · c6 чёрный конь · g6 чёрная пешка · h6 белый слон · d5 чёрная пешка · d4 белая пешка · e4 чёрная пешка · c3 белая пешка · d3 белый слон · e3 белая ладья · f3 белый ферзь · g3 белый конь · h3 белая пешка · a2 белая пешка · b2 белая пешка · f2 белая пешка · g2 белая пешка · a1 белая ладья · g1 белый король | a8 чёрная ладья · d8 чёрный ферзь · e8 чёрная ладья · g8 чёрный король · a7 чёрная пешка · b7 чёрная пешка · d7 чёрный конь · e7 чёрный слон · f7 чёрная пешка · h7 чёрная пешка · c6 чёрный конь · g6 чёрная пешка · h6 белый слон · d5 чёрная пешка · d4 белая пешка · e4 чёрная пешка · c3 белая пешка · d3 белый слон · e3 белая ладья · f3 белый ферзь · g3 белый конь · h3 белая пешка · a2 белая пешка · b2 белая пешка · f2 белая пешка · g2 белая пешка · a1 белая ладья · g1 белый король | a8 чёрная ладья · d8 чёрный ферзь · e8 чёрная ладья · g8 чёрный король · a7 чёрная пешка · b7 чёрная пешка · d7 чёрный конь · e7 чёрный слон · f7 чёрная пешка · h7 чёрная пешка · c6 чёрный конь · g6 чёрная пешка · h6 белый слон · d5 чёрная пешка · d4 белая пешка · e4 чёрная пешка · c3 белая пешка · d3 белый слон · e3 белая ладья · f3 белый ферзь · g3 белый конь · h3 белая пешка · a2 белая пешка · b2 белая пешка · f2 белая пешка · g2 белая пешка · a1 белая ладья · g1 белый король | a8 чёрная ладья · d8 чёрный ферзь · e8 чёрная ладья · g8 чёрный король · a7 чёрная пешка · b7 чёрная пешка · d7 чёрный конь · e7 чёрный слон · f7 чёрная пешка · h7 чёрная пешка · c6 чёрный конь · g6 чёрная пешка · h6 белый слон · d5 чёрная пешка · d4 белая пешка · e4 чёрная пешка · c3 белая пешка · d3 белый слон · e3 белая ладья · f3 белый ферзь · g3 белый конь · h3 белая пешка · a2 белая пешка · b2 белая пешка · f2 белая пешка · g2 белая пешка · a1 белая ладья · g1 белый король | a8 чёрная ладья · d8 чёрный ферзь · e8 чёрная ладья · g8 чёрный король · a7 чёрная пешка · b7 чёрная пешка · d7 чёрный конь · e7 чёрный слон · f7 чёрная пешка · h7 чёрная пешка · c6 чёрный конь · g6 чёрная пешка · h6 белый слон · d5 чёрная пешка · d4 белая пешка · e4 чёрная пешка · c3 белая пешка · d3 белый слон · e3 белая ладья · f3 белый ферзь · g3 белый конь · h3 белая пешка · a2 белая пешка · b2 белая пешка · f2 белая пешка · g2 белая пешка · a1 белая ладья · g1 белый король | 5 |
| 4 | a8 чёрная ладья · d8 чёрный ферзь · e8 чёрная ладья · g8 чёрный король · a7 чёрная пешка · b7 чёрная пешка · d7 чёрный конь · e7 чёрный слон · f7 чёрная пешка · h7 чёрная пешка · c6 чёрный конь · g6 чёрная пешка · h6 белый слон · d5 чёрная пешка · d4 белая пешка · e4 чёрная пешка · c3 белая пешка · d3 белый слон · e3 белая ладья · f3 белый ферзь · g3 белый конь · h3 белая пешка · a2 белая пешка · b2 белая пешка · f2 белая пешка · g2 белая пешка · a1 белая ладья · g1 белый король | a8 чёрная ладья · d8 чёрный ферзь · e8 чёрная ладья · g8 чёрный король · a7 чёрная пешка · b7 чёрная пешка · d7 чёрный конь · e7 чёрный слон · f7 чёрная пешка · h7 чёрная пешка · c6 чёрный конь · g6 чёрная пешка · h6 белый слон · d5 чёрная пешка · d4 белая пешка · e4 чёрная пешка · c3 белая пешка · d3 белый слон · e3 белая ладья · f3 белый ферзь · g3 белый конь · h3 белая пешка · a2 белая пешка · b2 белая пешка · f2 белая пешка · g2 белая пешка · a1 белая ладья · g1 белый король | a8 чёрная ладья · d8 чёрный ферзь · e8 чёрная ладья · g8 чёрный король · a7 чёрная пешка · b7 чёрная пешка · d7 чёрный конь · e7 чёрный слон · f7 чёрная пешка · h7 чёрная пешка · c6 чёрный конь · g6 чёрная пешка · h6 белый слон · d5 чёрная пешка · d4 белая пешка · e4 чёрная пешка · c3 белая пешка · d3 белый слон · e3 белая ладья · f3 белый ферзь · g3 белый конь · h3 белая пешка · a2 белая пешка · b2 белая пешка · f2 белая пешка · g2 белая пешка · a1 белая ладья · g1 белый король | a8 чёрная ладья · d8 чёрный ферзь · e8 чёрная ладья · g8 чёрный король · a7 чёрная пешка · b7 чёрная пешка · d7 чёрный конь · e7 чёрный слон · f7 чёрная пешка · h7 чёрная пешка · c6 чёрный конь · g6 чёрная пешка · h6 белый слон · d5 чёрная пешка · d4 белая пешка · e4 чёрная пешка · c3 белая пешка · d3 белый слон · e3 белая ладья · f3 белый ферзь · g3 белый конь · h3 белая пешка · a2 белая пешка · b2 белая пешка · f2 белая пешка · g2 белая пешка · a1 белая ладья · g1 белый король | a8 чёрная ладья · d8 чёрный ферзь · e8 чёрная ладья · g8 чёрный король · a7 чёрная пешка · b7 чёрная пешка · d7 чёрный конь · e7 чёрный слон · f7 чёрная пешка · h7 чёрная пешка · c6 чёрный конь · g6 чёрная пешка · h6 белый слон · d5 чёрная пешка · d4 белая пешка · e4 чёрная пешка · c3 белая пешка · d3 белый слон · e3 белая ладья · f3 белый ферзь · g3 белый конь · h3 белая пешка · a2 белая пешка · b2 белая пешка · f2 белая пешка · g2 белая пешка · a1 белая ладья · g1 белый король | a8 чёрная ладья · d8 чёрный ферзь · e8 чёрная ладья · g8 чёрный король · a7 чёрная пешка · b7 чёрная пешка · d7 чёрный конь · e7 чёрный слон · f7 чёрная пешка · h7 чёрная пешка · c6 чёрный конь · g6 чёрная пешка · h6 белый слон · d5 чёрная пешка · d4 белая пешка · e4 чёрная пешка · c3 белая пешка · d3 белый слон · e3 белая ладья · f3 белый ферзь · g3 белый конь · h3 белая пешка · a2 белая пешка · b2 белая пешка · f2 белая пешка · g2 белая пешка · a1 белая ладья · g1 белый король | a8 чёрная ладья · d8 чёрный ферзь · e8 чёрная ладья · g8 чёрный король · a7 чёрная пешка · b7 чёрная пешка · d7 чёрный конь · e7 чёрный слон · f7 чёрная пешка · h7 чёрная пешка · c6 чёрный конь · g6 чёрная пешка · h6 белый слон · d5 чёрная пешка · d4 белая пешка · e4 чёрная пешка · c3 белая пешка · d3 белый слон · e3 белая ладья · f3 белый ферзь · g3 белый конь · h3 белая пешка · a2 белая пешка · b2 белая пешка · f2 белая пешка · g2 белая пешка · a1 белая ладья · g1 белый король | a8 чёрная ладья · d8 чёрный ферзь · e8 чёрная ладья · g8 чёрный король · a7 чёрная пешка · b7 чёрная пешка · d7 чёрный конь · e7 чёрный слон · f7 чёрная пешка · h7 чёрная пешка · c6 чёрный конь · g6 чёрная пешка · h6 белый слон · d5 чёрная пешка · d4 белая пешка · e4 чёрная пешка · c3 белая пешка · d3 белый слон · e3 белая ладья · f3 белый ферзь · g3 белый конь · h3 белая пешка · a2 белая пешка · b2 белая пешка · f2 белая пешка · g2 белая пешка · a1 белая ладья · g1 белый король | 4 |
| 3 | a8 чёрная ладья · d8 чёрный ферзь · e8 чёрная ладья · g8 чёрный король · a7 чёрная пешка · b7 чёрная пешка · d7 чёрный конь · e7 чёрный слон · f7 чёрная пешка · h7 чёрная пешка · c6 чёрный конь · g6 чёрная пешка · h6 белый слон · d5 чёрная пешка · d4 белая пешка · e4 чёрная пешка · c3 белая пешка · d3 белый слон · e3 белая ладья · f3 белый ферзь · g3 белый конь · h3 белая пешка · a2 белая пешка · b2 белая пешка · f2 белая пешка · g2 белая пешка · a1 белая ладья · g1 белый король | a8 чёрная ладья · d8 чёрный ферзь · e8 чёрная ладья · g8 чёрный король · a7 чёрная пешка · b7 чёрная пешка · d7 чёрный конь · e7 чёрный слон · f7 чёрная пешка · h7 чёрная пешка · c6 чёрный конь · g6 чёрная пешка · h6 белый слон · d5 чёрная пешка · d4 белая пешка · e4 чёрная пешка · c3 белая пешка · d3 белый слон · e3 белая ладья · f3 белый ферзь · g3 белый конь · h3 белая пешка · a2 белая пешка · b2 белая пешка · f2 белая пешка · g2 белая пешка · a1 белая ладья · g1 белый король | a8 чёрная ладья · d8 чёрный ферзь · e8 чёрная ладья · g8 чёрный король · a7 чёрная пешка · b7 чёрная пешка · d7 чёрный конь · e7 чёрный слон · f7 чёрная пешка · h7 чёрная пешка · c6 чёрный конь · g6 чёрная пешка · h6 белый слон · d5 чёрная пешка · d4 белая пешка · e4 чёрная пешка · c3 белая пешка · d3 белый слон · e3 белая ладья · f3 белый ферзь · g3 белый конь · h3 белая пешка · a2 белая пешка · b2 белая пешка · f2 белая пешка · g2 белая пешка · a1 белая ладья · g1 белый король | a8 чёрная ладья · d8 чёрный ферзь · e8 чёрная ладья · g8 чёрный король · a7 чёрная пешка · b7 чёрная пешка · d7 чёрный конь · e7 чёрный слон · f7 чёрная пешка · h7 чёрная пешка · c6 чёрный конь · g6 чёрная пешка · h6 белый слон · d5 чёрная пешка · d4 белая пешка · e4 чёрная пешка · c3 белая пешка · d3 белый слон · e3 белая ладья · f3 белый ферзь · g3 белый конь · h3 белая пешка · a2 белая пешка · b2 белая пешка · f2 белая пешка · g2 белая пешка · a1 белая ладья · g1 белый король | a8 чёрная ладья · d8 чёрный ферзь · e8 чёрная ладья · g8 чёрный король · a7 чёрная пешка · b7 чёрная пешка · d7 чёрный конь · e7 чёрный слон · f7 чёрная пешка · h7 чёрная пешка · c6 чёрный конь · g6 чёрная пешка · h6 белый слон · d5 чёрная пешка · d4 белая пешка · e4 чёрная пешка · c3 белая пешка · d3 белый слон · e3 белая ладья · f3 белый ферзь · g3 белый конь · h3 белая пешка · a2 белая пешка · b2 белая пешка · f2 белая пешка · g2 белая пешка · a1 белая ладья · g1 белый король | a8 чёрная ладья · d8 чёрный ферзь · e8 чёрная ладья · g8 чёрный король · a7 чёрная пешка · b7 чёрная пешка · d7 чёрный конь · e7 чёрный слон · f7 чёрная пешка · h7 чёрная пешка · c6 чёрный конь · g6 чёрная пешка · h6 белый слон · d5 чёрная пешка · d4 белая пешка · e4 чёрная пешка · c3 белая пешка · d3 белый слон · e3 белая ладья · f3 белый ферзь · g3 белый конь · h3 белая пешка · a2 белая пешка · b2 белая пешка · f2 белая пешка · g2 белая пешка · a1 белая ладья · g1 белый король | a8 чёрная ладья · d8 чёрный ферзь · e8 чёрная ладья · g8 чёрный король · a7 чёрная пешка · b7 чёрная пешка · d7 чёрный конь · e7 чёрный слон · f7 чёрная пешка · h7 чёрная пешка · c6 чёрный конь · g6 чёрная пешка · h6 белый слон · d5 чёрная пешка · d4 белая пешка · e4 чёрная пешка · c3 белая пешка · d3 белый слон · e3 белая ладья · f3 белый ферзь · g3 белый конь · h3 белая пешка · a2 белая пешка · b2 белая пешка · f2 белая пешка · g2 белая пешка · a1 белая ладья · g1 белый король | a8 чёрная ладья · d8 чёрный ферзь · e8 чёрная ладья · g8 чёрный король · a7 чёрная пешка · b7 чёрная пешка · d7 чёрный конь · e7 чёрный слон · f7 чёрная пешка · h7 чёрная пешка · c6 чёрный конь · g6 чёрная пешка · h6 белый слон · d5 чёрная пешка · d4 белая пешка · e4 чёрная пешка · c3 белая пешка · d3 белый слон · e3 белая ладья · f3 белый ферзь · g3 белый конь · h3 белая пешка · a2 белая пешка · b2 белая пешка · f2 белая пешка · g2 белая пешка · a1 белая ладья · g1 белый король | 3 |
| 2 | a8 чёрная ладья · d8 чёрный ферзь · e8 чёрная ладья · g8 чёрный король · a7 чёрная пешка · b7 чёрная пешка · d7 чёрный конь · e7 чёрный слон · f7 чёрная пешка · h7 чёрная пешка · c6 чёрный конь · g6 чёрная пешка · h6 белый слон · d5 чёрная пешка · d4 белая пешка · e4 чёрная пешка · c3 белая пешка · d3 белый слон · e3 белая ладья · f3 белый ферзь · g3 белый конь · h3 белая пешка · a2 белая пешка · b2 белая пешка · f2 белая пешка · g2 белая пешка · a1 белая ладья · g1 белый король | a8 чёрная ладья · d8 чёрный ферзь · e8 чёрная ладья · g8 чёрный король · a7 чёрная пешка · b7 чёрная пешка · d7 чёрный конь · e7 чёрный слон · f7 чёрная пешка · h7 чёрная пешка · c6 чёрный конь · g6 чёрная пешка · h6 белый слон · d5 чёрная пешка · d4 белая пешка · e4 чёрная пешка · c3 белая пешка · d3 белый слон · e3 белая ладья · f3 белый ферзь · g3 белый конь · h3 белая пешка · a2 белая пешка · b2 белая пешка · f2 белая пешка · g2 белая пешка · a1 белая ладья · g1 белый король | a8 чёрная ладья · d8 чёрный ферзь · e8 чёрная ладья · g8 чёрный король · a7 чёрная пешка · b7 чёрная пешка · d7 чёрный конь · e7 чёрный слон · f7 чёрная пешка · h7 чёрная пешка · c6 чёрный конь · g6 чёрная пешка · h6 белый слон · d5 чёрная пешка · d4 белая пешка · e4 чёрная пешка · c3 белая пешка · d3 белый слон · e3 белая ладья · f3 белый ферзь · g3 белый конь · h3 белая пешка · a2 белая пешка · b2 белая пешка · f2 белая пешка · g2 белая пешка · a1 белая ладья · g1 белый король | a8 чёрная ладья · d8 чёрный ферзь · e8 чёрная ладья · g8 чёрный король · a7 чёрная пешка · b7 чёрная пешка · d7 чёрный конь · e7 чёрный слон · f7 чёрная пешка · h7 чёрная пешка · c6 чёрный конь · g6 чёрная пешка · h6 белый слон · d5 чёрная пешка · d4 белая пешка · e4 чёрная пешка · c3 белая пешка · d3 белый слон · e3 белая ладья · f3 белый ферзь · g3 белый конь · h3 белая пешка · a2 белая пешка · b2 белая пешка · f2 белая пешка · g2 белая пешка · a1 белая ладья · g1 белый король | a8 чёрная ладья · d8 чёрный ферзь · e8 чёрная ладья · g8 чёрный король · a7 чёрная пешка · b7 чёрная пешка · d7 чёрный конь · e7 чёрный слон · f7 чёрная пешка · h7 чёрная пешка · c6 чёрный конь · g6 чёрная пешка · h6 белый слон · d5 чёрная пешка · d4 белая пешка · e4 чёрная пешка · c3 белая пешка · d3 белый слон · e3 белая ладья · f3 белый ферзь · g3 белый конь · h3 белая пешка · a2 белая пешка · b2 белая пешка · f2 белая пешка · g2 белая пешка · a1 белая ладья · g1 белый король | a8 чёрная ладья · d8 чёрный ферзь · e8 чёрная ладья · g8 чёрный король · a7 чёрная пешка · b7 чёрная пешка · d7 чёрный конь · e7 чёрный слон · f7 чёрная пешка · h7 чёрная пешка · c6 чёрный конь · g6 чёрная пешка · h6 белый слон · d5 чёрная пешка · d4 белая пешка · e4 чёрная пешка · c3 белая пешка · d3 белый слон · e3 белая ладья · f3 белый ферзь · g3 белый конь · h3 белая пешка · a2 белая пешка · b2 белая пешка · f2 белая пешка · g2 белая пешка · a1 белая ладья · g1 белый король | a8 чёрная ладья · d8 чёрный ферзь · e8 чёрная ладья · g8 чёрный король · a7 чёрная пешка · b7 чёрная пешка · d7 чёрный конь · e7 чёрный слон · f7 чёрная пешка · h7 чёрная пешка · c6 чёрный конь · g6 чёрная пешка · h6 белый слон · d5 чёрная пешка · d4 белая пешка · e4 чёрная пешка · c3 белая пешка · d3 белый слон · e3 белая ладья · f3 белый ферзь · g3 белый конь · h3 белая пешка · a2 белая пешка · b2 белая пешка · f2 белая пешка · g2 белая пешка · a1 белая ладья · g1 белый король | a8 чёрная ладья · d8 чёрный ферзь · e8 чёрная ладья · g8 чёрный король · a7 чёрная пешка · b7 чёрная пешка · d7 чёрный конь · e7 чёрный слон · f7 чёрная пешка · h7 чёрная пешка · c6 чёрный конь · g6 чёрная пешка · h6 белый слон · d5 чёрная пешка · d4 белая пешка · e4 чёрная пешка · c3 белая пешка · d3 белый слон · e3 белая ладья · f3 белый ферзь · g3 белый конь · h3 белая пешка · a2 белая пешка · b2 белая пешка · f2 белая пешка · g2 белая пешка · a1 белая ладья · g1 белый король | 2 |
| 1 | a8 чёрная ладья · d8 чёрный ферзь · e8 чёрная ладья · g8 чёрный король · a7 чёрная пешка · b7 чёрная пешка · d7 чёрный конь · e7 чёрный слон · f7 чёрная пешка · h7 чёрная пешка · c6 чёрный конь · g6 чёрная пешка · h6 белый слон · d5 чёрная пешка · d4 белая пешка · e4 чёрная пешка · c3 белая пешка · d3 белый слон · e3 белая ладья · f3 белый ферзь · g3 белый конь · h3 белая пешка · a2 белая пешка · b2 белая пешка · f2 белая пешка · g2 белая пешка · a1 белая ладья · g1 белый король | a8 чёрная ладья · d8 чёрный ферзь · e8 чёрная ладья · g8 чёрный король · a7 чёрная пешка · b7 чёрная пешка · d7 чёрный конь · e7 чёрный слон · f7 чёрная пешка · h7 чёрная пешка · c6 чёрный конь · g6 чёрная пешка · h6 белый слон · d5 чёрная пешка · d4 белая пешка · e4 чёрная пешка · c3 белая пешка · d3 белый слон · e3 белая ладья · f3 белый ферзь · g3 белый конь · h3 белая пешка · a2 белая пешка · b2 белая пешка · f2 белая пешка · g2 белая пешка · a1 белая ладья · g1 белый король | a8 чёрная ладья · d8 чёрный ферзь · e8 чёрная ладья · g8 чёрный король · a7 чёрная пешка · b7 чёрная пешка · d7 чёрный конь · e7 чёрный слон · f7 чёрная пешка · h7 чёрная пешка · c6 чёрный конь · g6 чёрная пешка · h6 белый слон · d5 чёрная пешка · d4 белая пешка · e4 чёрная пешка · c3 белая пешка · d3 белый слон · e3 белая ладья · f3 белый ферзь · g3 белый конь · h3 белая пешка · a2 белая пешка · b2 белая пешка · f2 белая пешка · g2 белая пешка · a1 белая ладья · g1 белый король | a8 чёрная ладья · d8 чёрный ферзь · e8 чёрная ладья · g8 чёрный король · a7 чёрная пешка · b7 чёрная пешка · d7 чёрный конь · e7 чёрный слон · f7 чёрная пешка · h7 чёрная пешка · c6 чёрный конь · g6 чёрная пешка · h6 белый слон · d5 чёрная пешка · d4 белая пешка · e4 чёрная пешка · c3 белая пешка · d3 белый слон · e3 белая ладья · f3 белый ферзь · g3 белый конь · h3 белая пешка · a2 белая пешка · b2 белая пешка · f2 белая пешка · g2 белая пешка · a1 белая ладья · g1 белый король | a8 чёрная ладья · d8 чёрный ферзь · e8 чёрная ладья · g8 чёрный король · a7 чёрная пешка · b7 чёрная пешка · d7 чёрный конь · e7 чёрный слон · f7 чёрная пешка · h7 чёрная пешка · c6 чёрный конь · g6 чёрная пешка · h6 белый слон · d5 чёрная пешка · d4 белая пешка · e4 чёрная пешка · c3 белая пешка · d3 белый слон · e3 белая ладья · f3 белый ферзь · g3 белый конь · h3 белая пешка · a2 белая пешка · b2 белая пешка · f2 белая пешка · g2 белая пешка · a1 белая ладья · g1 белый король | a8 чёрная ладья · d8 чёрный ферзь · e8 чёрная ладья · g8 чёрный король · a7 чёрная пешка · b7 чёрная пешка · d7 чёрный конь · e7 чёрный слон · f7 чёрная пешка · h7 чёрная пешка · c6 чёрный конь · g6 чёрная пешка · h6 белый слон · d5 чёрная пешка · d4 белая пешка · e4 чёрная пешка · c3 белая пешка · d3 белый слон · e3 белая ладья · f3 белый ферзь · g3 белый конь · h3 белая пешка · a2 белая пешка · b2 белая пешка · f2 белая пешка · g2 белая пешка · a1 белая ладья · g1 белый король | a8 чёрная ладья · d8 чёрный ферзь · e8 чёрная ладья · g8 чёрный король · a7 чёрная пешка · b7 чёрная пешка · d7 чёрный конь · e7 чёрный слон · f7 чёрная пешка · h7 чёрная пешка · c6 чёрный конь · g6 чёрная пешка · h6 белый слон · d5 чёрная пешка · d4 белая пешка · e4 чёрная пешка · c3 белая пешка · d3 белый слон · e3 белая ладья · f3 белый ферзь · g3 белый конь · h3 белая пешка · a2 белая пешка · b2 белая пешка · f2 белая пешка · g2 белая пешка · a1 белая ладья · g1 белый король | a8 чёрная ладья · d8 чёрный ферзь · e8 чёрная ладья · g8 чёрный король · a7 чёрная пешка · b7 чёрная пешка · d7 чёрный конь · e7 чёрный слон · f7 чёрная пешка · h7 чёрная пешка · c6 чёрный конь · g6 чёрная пешка · h6 белый слон · d5 чёрная пешка · d4 белая пешка · e4 чёрная пешка · c3 белая пешка · d3 белый слон · e3 белая ладья · f3 белый ферзь · g3 белый конь · h3 белая пешка · a2 белая пешка · b2 белая пешка · f2 белая пешка · g2 белая пешка · a1 белая ладья · g1 белый король | 1 |
|   | a | b | c | d | e | f | g | h |   |

[Event "44th Olympiad 2022"]
[Site "Chennai IND"]
[Date "2022.08.05"]
[Round "7.2"]
[White "So, W."]
[Black "Melkumyan, H."]
[Result "1-0"]
[WhiteElo "2773"]
[BlackElo "2634"]
[Variant "Standard"]
[TimeControl "-"]
[ECO "B11"]
[Opening "Caro-Kann Defense: Two Knights Attack, Mindeno Variation, Exchange Line"]
[Termination "Unknown"]
[Annotator "lichess.org"]
1. e4 c6 2. Nc3 d5 3. Nf3 Bg4 4. h3 Bxf3 5. Qxf3 e6 6. Be2 Bc5 7. O-O Nd7 8. exd5 cxd5 9. Rd1 Ngf6 10. d4 Be7 11. Bd3 O-O 12. Bf4 Nb8 13. Ne2 Nc6 14. c3 Re8 15. Re1 g6 16. Ng3 Nd7 17. Re3 e5 18. Bh6 e4 19. Rxe4 Nf8 20. Rf4 f5 21. Nxf5 gxf5 22. Rxf5 Qd6 23. Qg4+ Ng6 24. Rxd5 Qf6 25. g3 Bf8 26. Rf5 Qe7 27. Bc4+ Kh8 28. Bg5

## Таблица выступлений

### Классика
| Год  | Город       | Турнир                           | + | − | =  | Результат | Место | Перфоманс | Ист.          |
| ---- | ----------- | -------------------------------- | - | - | -- | --------- | ----- | --------- | ------------- |
| 2003 |             | Чемпионат мира среди юношей 2003 |   |   |    | 7 из 11   | 19    |           | [ 44 ]        |
| 2005 |             | Nice International Open          |   |   |    | 4 из 7    | 16    |           | [ 45 ]        |
| 2007 |             | Чемпионат Филиппин               |   |   |    |           | 1     |           | [ 46 ]        |
| 2013 | Казань      | Универсиада 2013                 | 4 | 0 | 5  | 6½ из 9   | 1     | 2714      | [ 19 ]        |
| 2015 | Бильбао     | Бильбао 2015                     | 1 | 0 | 5  | 9 из 18   | 1     | 2851      | [ 47 ]        |
|      | Сент-Луис   | Чемпионат США 2015               | 6 | 4 | 1  | 6½ из 11  | 3     | 2694      |               |
| 2016 | Сент-Луис   | Чемпионат США 2016               | 4 | 0 | 7  | 7½ из 11  | 2     | 2778      | [ 48 ]        |
|      | Сент-Луис   | Кубок Синкфилда 2016             | 2 | 0 | 7  | 5½ из 9   | 1     | 2859      | [ 24 ]        |
|      | Лондон      | Лондон 2016                      | 3 | 0 | 6  | 6 из 9    | 1     | 2906      | [ 26 ]        |
| 2017 | Вейк-ан-Зее | 79-й международный турнир        | 5 | 0 | 8  | 9 из 13   | 1     | 2887      | [ 28 ]        |
|      | Сент-Луис   | Чемпионат США 2017               | 3 | 0 | 8  | 7 из 11   | 1     | 2774      | [ 49 ]        |
| 2018 | Берлин      | Турнир претендентов              | 1 | 3 | 10 | 6 из 14   | 7     | 2734      | [ 50 ]        |
|      | Ставангер   | 6-й международный турнир         | 1 | 1 | 6  | 4 из 8    | 5     | 2792      | [ 51 ]        |
|      | Сент-Луис   | Кубок Синкфилда 2018             | 0 | 1 | 8  | 4 из 9    | 8     | 2745      |               |
| 2019 | Москва      | Гран-при ФИДЕ. 1 этап            | 1 | 1 | 2  | 2 из 4    | 5—8   | 2750      |               |
|      | Сент-Луис   | Чемпионат США 2019               | 2 | 1 | 8  | 6 из 11   | 4     | 2711      |               |
|      | Загреб      | 2019 Croatia Grand Chess Tour    | 3 | 0 | 8  | 7 из 11   | 2     | 2893      | [ 52 ]        |
|      | Рига        | Гран-при ФИДЕ. 2 этап            | 0 | 1 | 5  | 2½ из 6   | 3—4   | 2692      |               |
|      | Иерусалим   | Гран-при ФИДЕ. 4 этап            | 1 | 0 | 3  | 2½ из 4   | 5—8   | 2848      |               |
| 2020 | Вейк-ан-Зее | 82-й международный турнир        | 2 | 0 | 11 | 7½ из 13  | 3     | 2796      |               |
| 2021 | Бухарест    | Бухарест 2021                    | 1 | 0 | 8  | 5 из 9    | 3     | 2792      |               |
|      | Сент-Луис   | Кубок Синкфилда 2021             | 2 | 0 | 7  | 5½ из 9   | 2—4   | 2828      | [ 53 ]        |
|      | Сент-Луис   | Чемпионат США 2021               | 2 | 0 | 9  | 6½ из 11  | 1—3   | 2735      | [ 54 ] [ 55 ] |
| 2022 | Берлин      | Гран-при ФИДЕ. 1 этап            | 2 | 0 | 4  | 4 из 6    | 2     | 2849      |               |
|      | Берлин      | Гран-при ФИДЕ. 3 этап            | 2 | 1 | 7  | 5½ из 10  | 1     | 2740      | [ 56 ]        |
|      | Сент-Луис   | Кубок Америки 2022               |   |   |    |           | 5—6   | 2500      |               |
|      | Бухарест    | Бухарест 2022                    | 2 | 0 | 7  | 5½ из 9   | 2     | 2841      |               |
|      | Ставангер   | 10-й международный турнир        | 1 | 0 | 8  | 12½ из 27 | 5     | 2797      | [ 57 ]        |
|      | Сент-Луис   | Кубок Синкфилда 2022             | 2 | 1 | 5  | 4½ из 8   | 3     | 2797      | [ 58 ]        |
|      | Сент-Луис   | Чемпионат США 2022               | 3 | 2 | 8  | 7 из 13   | 5     | 2693      | .             |
| 2023 | Вейк-ан-Зее | 85-й международный турнир        | 2 | 0 | 11 | 7½ из 13  | 4     | 2796      | [ 60 ]        |
|      | Сент-Луис   | Кубок Америки 2023               |   |   |    |           | 2     | 2756      |               |
|      | Бухарест    | Бухарест 2023                    | 1 | 0 | 8  | 5 из 9    | 2—5   | 2800      | [ 61 ]        |
|      | Ставангер   | 11-й международный турнир        | 1 | 0 | 8  | 12½ из 27 | 5     | 2797      |               |
|      | Сент-Луис   | Чемпионат США 2023               | 2 | 0 | 9  | 6½ из 11  | 2     | 2741      |               |
|      | Сент-Луис   | Кубок Синкфилда 2023             | 2 | 1 | 5  | 4½ из 8   | 3     | 2799      | [ 62 ]        |
| 2024 | Сент-Луис   | Кубок Америки 2024               |   |   |    |           | 2     | 2754      |               |
|      | Бухарест    | Бухарест 2024                    | 0 | 1 | 8  | 4 из 9    | 8     | 2706      | [ 63 ]        |
|      | Сент-Луис   | Кубок Синкфилда 2024             | 1 | 1 | 7  | 4½ из 9   | 7     | 2746      | [ 48 ]        |
|      | Сент-Луис   | Чемпионат США 2024               | 0 | 0 | 10 | 5 из 10   | 8     | 2729      | [ 64 ]        |
| 2025 | Германия    | Бундеслига 2025                  | 1 | 0 | 3  | 2½ из 4   |       | 2756      |               |
|      | Сент-Луис   | Кубок Америки 2024               |   |   |    |           | 5-6   | 2741      |               |
|      | Германия    | Бундеслига 2025                  | 1 | 0 | 1  | 1½ из 2   |       | 2879      |               |
|      | Бухарест    | Бухарест 2025                    | 1 | 2 | 6  | 4 из 9    | 8     | 2704      | [ 65 ]        |

### Рапид
| Год  | Город       | Турнир                                       | + | − | =  | Результат | Место        | Перфоманс |
| ---- | ----------- | -------------------------------------------- | - | - | -- | --------- | ------------ | --------- |
| 2012 | Скоки       | Матч против Георга Мейера                    | 0 | 1 | 3  | 1½ из 4   | проиграл     | 2560      |
| 2014 | Сент-Луис   | 2014 Webster Rapid                           | 4 | 2 | 0  | 4 из 6    | 2—5          | 2577      |
| 2015 | Баку        | Кубок мира 2015 тай-брейки                   | 1 | 0 | 1  | 1½ из 2   | на выбывание | 2963      |
| 2016 | Париж       | Париж 2016                                   | 3 | 1 | 5  | 11 из 18  | 3—4          | 2867      |
| 2016 | Лёвен       | Лёвен 2016                                   | 2 | 0 | 7  | 11 из 18  | 2            | 2878      |
| 2017 | Париж       | Париж 2017                                   | 2 | 2 | 5  | 9 из 18   | 6            | 2784      |
| 2017 | Лёвен       | Лёвен 2017                                   | 5 | 0 | 4  | 14 из 18  | 1            | 3008      |
| 2017 | Тбилиси     | Кубок мира 2017 тай-брейки                   | 3 | 1 | 6  | 6 из 10   | на выбывание | 2700      |
| 2017 | Сент-Луис   | 2017 Champions Showdown - So vs Dominguez    | 1 | 4 | 4  | 3 из 9    | проиграл     | 2671      |
| 2018 | Лёвен       | Your Next Move                               | 5 | 0 | 4  | 14 из 18  | 1            | 3001      |
| 2018 | Париж       | Paris Grand Chess Tour                       | 4 | 1 | 4  | 12 из 18  | 1            | 2906      |
| 2018 | Сент-Луис   | Сент-луис 2018 рапид                         | 2 | 3 | 4  | 8 из 18   | 7—8          | 2740      |
| 2018 | Сент-Луис   | Grand Chess Tour 2018 (Тай-Брейк) с Каруаной | 0 | 1 | 1  | ½ из 2    | проиграл     | 2545      |
| 2018 | Калькутта   | Indian Chess International Rapid             | 2 | 1 | 6  | 5 из 9    | 4—5          | 2753      |
| 2019 | Сент-Луис   | Champions Showdown (Rapid) - So vs Navara    | 6 | 2 | 4  | 8 из 12   | победил      | 2813      |
| 2019 | Абиджан     | Cote d'Ivoire Grand Chess Tour Rapid         | 3 | 1 | 5  | 11 из 18  | 3—4          | 2848      |
| 2019 | Москва      | Гран-при ФИДЕ. 1 этап, тай-брейки            | 1 | 1 | 2  | 2 из 4    | на выбывание | 2738      |
| 2019 | Рига        | Гран-при ФИДЕ. 2 этап, тай-брейки            | 1 | 0 | 5  | 3½ из 6   | на выбывание | 2780      |
| 2019 | Бухарест    | Romania Grand Chess Tour Rapid               | 1 | 4 | 4  | 6 из 18   | 10           | 2633      |
| 2019 | Калькутта   | Tata Steel India Grand Chess Tour Rapid      | 2 | 2 | 5  | 9 из 18   | 3—5          | 2759      |
| 2019 | Иерусалим   | Гран-при ФИДЕ. 4 этап, тай-брейки            | 0 | 1 | 1  | ½ из 2    | на выбывание | 2552      |
| 2021 | Париж       | Paris Grand Chess Tour                       | 3 | 0 | 6  | 12 из 18  | 1            | 2878      |
| 2021 | Сент-Луис   | Сент-луис 2021 рапид                         | 1 | 1 | 7  | 9 из 18   | 4—6          | 2742      |
| 2021 | Сент-Луис   | Чемпионат США тай-брейк                      | 2 | 0 | 0  | 2 из 2    | 1            |           |
| 2022 | Берлин      | Гран-при ФИДЕ. 1 этап, тай-брейки            | 0 | 1 | 1  | ½ из 2    |              | 2529      |
| 2022 | Берлин      | Гран-при ФИДЕ. 3 этап, тай-брейки            | 4 | 0 | 2  | 5 из 6    | 1            | 2902      |
| 2022 | Сент-Луис   | Кубок Америки                                | 1 | 1 | 2  | 2 из 4    |              | 2756      |
| 2022 | Бухарест    | 2022 GCT Superbet Chess Classic Tiebreak     | 1 | 1 | 0  | 1 из 2    | 2            | 2747      |
| 2022 | Варшава     | 2022 GCT Superbet Rapid                      | 3 | 1 | 5  | 11 из 18  | 4            | 2765      |
| 2022 | Загреб      | 2022 GCT SuperUnited Rapid                   | 2 | 0 | 7  | 11 из 18  | 2—4          | 2796      |
| 2022 | Торонто     | 2022 Chess.com Global Championship Final     | 8 | 0 | 12 | 14 из 20  | 1            | 2840      |
| 2022 | Калькутта   | TATA Steel Chess India Rapid-2022            | 2 | 3 | 4  | 4 из 9    | 8—9          | 2618      |
| 2023 | Сент-Луис   | Кубок Америки                                | 6 | 2 | 8  | 10 из 16  | На выбывание | 2820      |
| 2023 | Варшава     | 2023 GCT Superbet Rapid                      | 3 | 1 | 5  | 11 из 18  | 3            | 2795      |
| 2023 | Баку        | Кубок мира тай-брейки                        | 2 | 0 | 4  | 4 из 6    | на выбывание | 2709      |
| 2023 | Дюссельдорф | FIDE World Rapid Team Championship 2023      | 2 | 2 | 4  | 4 из 8    |              | 2607      |
| 2023 | Амстердам   | Levutov chess week                           | 6 | 6 | 6  | 9 из 18   | 6—7          | 2719      |
| 2023 | Сент-Луис   | Сент-луис 2023 рапид                         | 1 | 3 | 5  | 7 из 18   | 9—10         | 2622      |
| 2023 | Торонто     | Champions Chess Tour Finals 2023             | 7 | 7 | 18 | 16 из 32  | 2            | 2747      |
| 2024 | Сент-Луис   | Кубок Америки                                | 6 | 6 | 5  | 8½ из 17  | На выбывание | 2653      |
| 2024 | Загреб      | 2024 GCT SuperUnited Rapid                   | 3 | 0 | 6  | 12 из 18  | 2            | 2831      |
| 2024 | Сент-Луис   | Сент-луис 2024 рапид                         | 1 | 1 | 7  | 9 из 18   | 5—7          | 2736      |
| 2024 | Калькутта   | TATA Steel Chess India Rapid-2024            | 3 | 1 | 5  | 5½ из 9   | 3            | 2768      |
| 2024 | Нью-Йорк    | Чемпионат мира по рапиду 2024                | 3 | 2 | 8  | 7 из 13   | 61           | 2693      |

### Блиц
| Год  | Город     | Турнир                                            | +  | −  | =  | Результат    | Место        | Перфоманс |
| ---- | --------- | ------------------------------------------------- | -- | -- | -- | ------------ | ------------ | --------- |
| 2012 | Хошимин   | 11th ASIAN Continental - Blitz Open Championships | 6  | 0  | 3  | 7½ из 9      | 1            | 2823      |
| 2013 | Лас Вегас | 2013 US Game 10 Championship                      | 5  | 0  | 2  | 6 из 7       | 2—3          | 2778      |
| 2013 | Лас Вегас | 2013 National Open Blitz                          | 6  | 0  | 4  | 8 из 10      | 4—7          | 2829      |
| 2014 | Лас Вегас | 2014 US Game 10 Championship                      | 4  | 2  | 1  | 4½ из 7      | 5—7          | 2605      |
| 2014 | Лас Вегас | 2014 National Open Blitz                          | 11 | 2  | 1  | 11½ из 14    | 1            | 2746      |
| 2016 | Париж     | Париж 2016                                        | 3  | 4  | 11 | 8½ из 18     | 7            | 2764      |
| 2016 | Лёвен     | Лёвен 2016                                        | 5  | 4  | 9  | 9½ из 18     | 2—4          | 2821      |
| 2017 | Ставангер | Norway chess 2017 blitz                           | 3  | 4  | 2  | 4 из 9       | 8            | 2761      |
| 2017 | Париж     | Париж 2017                                        | 4  | 10 | 4  | 6 из 18      | 9            | 2666      |
| 2017 | Лёвен     | Лёвен 2017                                        | 4  | 5  | 9  | 8½ из 18     | 7—8          | 2770      |
| 2017 | Сент-Луис | 2017 Champions Showdown - So vs Dominguez         | 9  | 2  | 6  | 12 из 17     | победил      | 2922      |
| 2018 | Ставангер | Norway chess 2018 blitz                           | 4  | 1  | 4  | 6 из 9       | 1            | 2956      |
| 2018 | Лёвен     | Your Next Move                                    | 3  | 5  | 10 | 8 из 18      | 6—7          | 2775      |
| 2018 | Париж     | Paris Grand Chess Tour                            | 2  | 2  | 14 | 9 из 18      | 5—6          | 2815      |
| 2018 | Сент-Луис | Сент-луис 2018 блиц                               | 3  | 7  | 8  | 7 из 18      | 9—10         | 2742      |
| 2018 | Калькутта | India Chess International Blitz open              | 6  | 4  | 8  | 10 из 18     | 4            | 2768      |
| 2019 | Сент-Луис | Champions Showdown (blitz) - So vs Navara         | 7  | 5  | 4  | 9 из 16      | победил      | 2704      |
| 2019 | Абиджан   | Cote d'Ivoire Grand Chess Tour Blitz              | 2  | 3  | 13 | 8½ из 18     | 5—6          | 2776      |
| 2019 | Ставангер | Norway chess 2019 blitz                           | 2  | 4  | 3  | 3½ из 9      | 6—7          | 2721      |
| 2019 | Рига      | Гран-при ФИДЕ. 2 этап, тай-брейки                 | 1  | 0  | 1  | 1½ из 2      | на выбывание |           |
| 2019 | Бухарест  | Romania Grand Chess Tour Blitz                    | 6  | 3  | 9  | 10½ из 18    | 3—4          | 2826      |
| 2019 | Калькутта | Tata Steel India Grand Chess Tour Blitz           | 3  | 2  | 13 | 9½ из 18     | 5—6          | 2808      |
| 2021 | Париж     | Paris Grand Chess Tour                            | 8  | 1  | 9  | 12½ из 18    | 1            | 2907      |
| 2021 | Сент-Луис | Сент-луис 2021 блиц                               | 5  | 4  | 9  | 9½ из 18     | 5            | 2763      |
| 2022 | Сент-Луис | Кубок Америки блиц турнир                         | 4  | 1  | 4  | 6 из 9       | 4            | 2727      |
| 2022 | Варшава   | 2022 GCT Superbet Rapid                           | 7  | 6  | 5  | 9½ из 18     | 4—5          | 2680      |
| 2022 | Ставангер | Norway chess 2022 blitz                           | 5  | 1  | 3  | 6½ из 9      | 1            | 2899      |
| 2022 | Загреб    | 2022 GCT SuperUnited Rapid                        | 6  | 4  | 8  | 10 из 18     | 5            | 2763      |
| 2022 | Калькутта | Tata Steel India Grand Chess Tour Blitz           | 6  | 8  | 4  | 8 из 18      | 7—8          | 2661      |
| 2023 | Берлин    | WorldChess Armageddon Regionals (America)         | 6  | 0  | 2  | На выбывание | 1            | 2950      |
| 2023 | Сент-Луис | Кубок Америки тай-брейки                          | 0  | 2  | 0  | 0 из 2       | 2            |           |
| 2023 | Варшава   | 2023 GCT Superbet Rapid                           | 6  | 3  | 9  | 10½ из 18    | 2—3          | 2778      |
| 2023 | Ставангер | Norway chess 2023 blitz                           | 2  | 1  | 6  | 5 из 9       | 4—6          | 2807      |
| 2023 | Берлин    | WorldChess Armageddon Series Grand Finale         | 7  | 5  | 0  | на выбывание | 2            | 2727      |
| 2023 | Сент-Луис | Сент-луис 2023 блиц                               | 6  | 4  | 8  | 10 из 18     | 5            | 2790      |
| 2024 | Сент-Луис | Кубок Америки тай-брейки                          | 3  | 0  | 1  | 3½ из 2      | 2            |           |
| 2024 | Сент-Луис | Кубок Америки блиц турнир                         | 3  | 1  | 3  | 4½ из 7      | 7            | 2682      |
| 2024 | Загреб    | 2024 GCT SuperUnited Rapid                        | 8  | 4  | 6  | 11 из 18     | 4            | 2807      |
| 2024 | Сент-Луис | Сент-луис 2024 блиц                               | 7  | 3  | 8  | 11 из 18     | 2            | 2841      |
| 2024 | Калькутта | Tata Steel India Grand Chess Tour Blitz           | 9  | 4  | 5  | 11½ из 18    | 2            | 2818      |
| 2024 | Нью-Йорк  | Чемпионат мира по блицу 2024 1 этап               | 7  | 1  | 5  | 9½ из 13     | 4            | 2859      |

## Личная жизнь
Со отдалился от своей биологической семьи после того, как они уехали в Канаду и оставили его одного в метро в Маниле
В Соединённых Штатах Со живет в Эксельсиоре, штат Миннесота вместе с Лотис Кей, её мужем Бэмби Кабигтингом и их дочерью, которую он считает своей приёмной семьей. Со стал гражданином Соединённых Штатов в феврале 2021 года.
Со является евангельским христианином. Он читает Библию каждый вечер и посещает церковь каждые выходные.